# Liga de Campeones de la UEFA 2015-16
La Liga de Campeones de la UEFA 2015-16 (en inglés, UEFA Champions League) fue la 61.ª edición. La competición empezó el 30 de junio de 2015 y terminó el 28 de mayo de 2016.
El 15 de noviembre de 2013, el presidente de la Federación Italiana de Fútbol (FIGC) Giancarlo Abete, afirmó que el estadio de la Associazione Calcio Milan y del Football Club Internazionale, el Stadio Giuseppe Meazza, podría ser la sede de la final de 2016. Finalmente, el 28 de agosto de 2014, la UEFA confirmó que la final será en el estadio milanés.
Al superar el Valencia la ronda de playoffs, por primera vez en la historia de la competición cinco clubes de un mismo país, en este caso España, participaron en la fase de grupos (en la edición 2005/06 Inglaterra tuvo 5 equipos, 4 clasificados por posición en liga -Manchester United, Chelsea, Arsenal y Everton- y el Liverpool invitado para que defendiera su título de la temporada anterior, ya que no logró clasificarse en liga; sin embargo, el Everton no pasó la tercera ronda previa, por lo que hubo cuatro ingleses en fase de grupos). En la edición 2015/16 fue posible, ya que por primera vez el campeón de la Liga Europa del año anterior obtuvo plaza para la competición, y fue el Sevilla. Hispalenses y chés se unieron a Real Madrid, Barcelona (vigente campeón) y Atlético de Madrid.
Cabe destacar también el debut de un equipo de Kazajistán en el torneo, el Astana Futbol Kluby; el K. A. A. Gante belga también compitió por primera vez en este torneo.
El Barcelona, vigente campeón, fue eliminado por Atlético Madrid en cuartos de final.
El Real Madrid logró su undécimo título tras vencer al Atlético de Madrid. El Real Madrid se adelantó primero con un gol de Sergio Ramos y los rojiblancos, con Carrasco, empataron en el segundo tiempo; Griezmann falló un penalti en el segundo tiempo antes del empate del belga. En la prórroga el marcador no se movió y se decidió desde el punto de penalti. Falló el Atlético de Madrid en una ocasión.
Fue la segunda vez en la historia que dos equipos de la misma ciudad disputaban la final, como ya sucedió en la temporada 2013-14, lo que significó la tercera final perdida para el conjunto rojiblanco, sin haber ganado nunca el título.

## Los cambios de formato
El Comité Ejecutivo de la UEFA se reunió en mayo de 2013 y aprobó los siguientes cambios en la Liga de Campeones de la UEFA a partir de la temporada 2015-16 (por el ciclo de tres años hasta la temporada 2017-18):
- El ganador de la Liga Europa de la UEFA se clasificará para la siguiente Liga de Campeones de la UEFA. Entrará al menos en la ronda de play-offs, y podrá entrar en la fase de grupos si el campeón de la actual edición de la Liga de Campeones de la UEFA se clasifica para la siguiente por medio de su liga nacional.

- El límite anterior del número máximo de equipos por asociación, que era de cuatro, se incrementó a cinco, lo que significa que el campeón de la temporada anterior utilizará un lugar para la asociación de su país.

## Distribución de equipos por asociación
Participaron 78 equipos procedentes de 53 de las 54 asociaciones miembros de la UEFA (Liechtenstein no participa ya que no organiza una liga nacional). Las plazas se distribuyen entre las asociaciones de acuerdo a sus Coeficientes UEFA:
- Asociaciones 1–3 cada uno tiene cuatro equipos clasificados.
- Asociaciones 4–6 cada uno tiene tres equipos clasificados.
- Asociaciones 7–15 cada uno tiene dos equipos clasificados.
- Asociaciones 16–54 (excepto Liechtenstein) cada uno tiene un equipo clasificado.
- Los ganadores de la Liga de Campeones de la UEFA 2014-15 y de la Liga Europa de la UEFA 2014-15, tendrán un cupo asegurado para la Liga de Campeones de la UEFA 2015-16.

### Clasificación de las asociaciones de la UEFA
| Pos. | Asociación      | Coef.  | Equipos      |
| ---- | --------------- | ------ | ------------ |
| 1    | España          | 97.713 | 4+1 (CV UEL) |
| 2    | Inglaterra      | 84.748 | 4            |
| 3    | Alemania        | 81.641 | 4            |
| 4    | Italia          | 66.938 | 3            |
| 5    | Portugal        | 62.299 | 3            |
| 6    | Francia         | 56.500 | 3            |
| 7    | Rusia           | 46.998 | 2            |
| 8    | Países Bajos    | 44.312 | 2            |
| 9    | Ucrania         | 40.966 | 2            |
| 10   | Bélgica         | 36.300 | 2            |
| 11   | Turquía         | 34.200 | 2            |
| 12   | Grecia          | 33.600 | 2            |
| 13   | Suiza           | 33.225 | 2            |
| 14   | Austria         | 30.925 | 2            |
| 15   | República Checa | 29.350 | 2            |
| 16   | Rumania         | 27.257 | 1            |
| 17   | Israel          | 26.875 | 1            |
| 18   | Chipre          | 23.250 | 1            |

| Pos. | Asociación           | Coef.  | Equipos |
| ---- | -------------------- | ------ | ------- |
| 19   | Dinamarca            | 21.300 | 1       |
| 20   | Croacia              | 19.625 | 1       |
| 21   | Polonia              | 18.875 | 1       |
| 22   | Bielorrusia          | 18.625 | 1       |
| 23   | Escocia              | 16.566 | 1       |
| 24   | Suecia               | 16.325 | 1       |
| 25   | Bulgaria             | 15.625 | 1       |
| 26   | Noruega              | 14.275 | 1       |
| 27   | Serbia               | 14.125 | 1       |
| 28   | Hungría              | 11.625 | 1       |
| 29   | Eslovenia            | 11.000 | 1       |
| 30   | Eslovaquia           | 11.000 | 1       |
| 31   | Moldavia             | 10.375 | 1       |
| 32   | Azerbaiyán           | 10.375 | 1       |
| 33   | Georgia              | 9.875  | 1       |
| 34   | Kazajistán           | 8.250  | 1       |
| 35   | Bosnia y Herzegovina | 7.500  | 1       |
| 36   | Finlandia            | 7.175  | 1       |

| Pos. | Asociación        | Coef. | Equipos |
| ---- | ----------------- | ----- | ------- |
| 37   | Islandia          | 6.750 | 1       |
| 38   | Letonia           | 6.250 | 1       |
| 39   | Montenegro        | 6.000 | 1       |
| 40   | Albania           | 5.500 | 1       |
| 41   | Lituania          | 5.250 | 1       |
| 42   | Macedonia         | 5.250 | 1       |
| 43   | Irlanda           | 5.125 | 1       |
| 44   | Luxemburgo        | 4.875 | 1       |
| 45   | Malta             | 4.833 | 1       |
| 46   | Liechtenstein     | 4.500 | 0       |
| 47   | Irlanda del Norte | 3.625 | 1       |
| 48   | Gales             | 3.000 | 1       |
| 49   | Armenia           | 2.875 | 1       |
| 50   | Estonia           | 2.875 | 1       |
| 51   | Islas Feroe       | 2.125 | 1       |
| 52   | San Marino        | 0.999 | 1       |
| 53   | Andorra           | 0.833 | 1       |
| 54   | Gibraltar         | 0.000 | 1       |

### Distribución
|                                            |                                            | Equipos que entran en esta fase | Equipos que provienen de la fase anterior                                                      |
| ------------------------------------------ | ------------------------------------------ | --- | ---------------------------------------------------------------------------------------------- |
| Primera Fase de Clasificación (8 equipos)  | Primera Fase de Clasificación (8 equipos)  | - 8 campeones de las asociaciones 47–54 |                                                                                                |
| Segunda Fase de Clasificación (34 equipos) | Segunda Fase de Clasificación (34 equipos) | - 30 campeones de las asociaciones 16–46 (excluyendo Liechtenstein)                                                                                                 | - 4 ganadores de la Primera Fase de Clasificación                                              |
| Tercera Fase de Clasificación              | Campeones (20 equipos)                     | - 3 campeones de las asociaciones 13–15 | - 17 ganadores de la Segunda Fase de Clasificación                                             |
| Tercera Fase de Clasificación              | No Campeones (10 equipos)                  | - 9 subcampeones de las asociaciones 7–15 - 1 tercero de la asociación 6                                                                                            |                                                                                                |
| Play-off                                   | Campeones (10 equipos)                     | | - 10 ganadores de la Tercera Fase de Clasificación de Campeones                                |
| Play-off                                   | No Campeones (10 equipos)                  | - 2 terceros de las asociaciones 4 y 5 - 3 cuartos de las asociaciones 1–3                                                                                          | - 5 ganadores de la Tercera Fase de Clasificación de No Campeones                              |
| Fase de grupos (32 equipos)                | Fase de grupos (32 equipos)                | - Campeón vigente - Campeón de la Liga Europa - 12 campeones de las asociaciones 1–12 - 6 subcampeones de las asociaciones 1–6 - 3 terceros de las asociaciones 1–3 | - 5 ganadores de la eliminatoria de Campeones - 5 ganadores de la eliminatoria de No Campeones |
| Eliminatorias Directas (16 equipos)        | Eliminatorias Directas (16 equipos)        | | - 8 primeros de grupo - 8 segundos de grupo                                                    |

La distribución está sujeta a las consecuentes modificaciones derivadas del campeón de la edición anterior.

## Equipos
Las posiciones de los equipos en sus respectivas ligas se muestra entre paréntesis.
Cambios respecto a la temporada anterior:
- En la tercera ronda de clasificación los países de Austria y la República Checa disponen este año de 2 plazas en detrimento de Chipre y Dinamarca.
- El actual campeón de la Liga Europa se podrá clasificar a la competición como mínimo en play-off. Al estar el campeón vigente de la Liga de Campeones clasificado por medio de su liga, el campeón de la Liga Europa tomará su lugar en la fase de grupos.

| Fase de grupos                | Fase de grupos                 | Fase de grupos              | Fase de grupos           |
| ----------------------------- | ------------------------------ | --------------------------- | ------------------------ |
| BarcelonaCV (1.º)             | Bayern Múnich (1.º)            | Porto (2.º)                 | Gent (1.º)               |
| Real Madrid (2.º)             | Wolfsburgo (2.º)               | París Saint-Germain (1.º)   | Galatasaray (1.º)        |
| Atlético de Madrid (3.º)      | Borussia Mönchengladbach (3.º) | Olympique de Lyon (2.º)     | Olympiacos (1.º)         |
| Chelsea (1.º)                 | Juventus (1.º)                 | Zenit San Petersburgo (1.º) | Sevilla (CV UEL)         |
| Manchester City (2.º)         | Roma (2.º)                     | PSV Eindhoven (1.º)         |                          |
| Arsenal (3.º)                 | Benfica (1.º)                  | Dinamo de Kiev (1.º)        |                          |
| Play-Off                      |                                |                             |                          |
| Campeones                     | No campeones                   | No campeones                | No campeones             |
|                               | Valencia (4.º)                 | Bayer Leverkusen (4.º)      | Sporting de Lisboa (3.º) |
| Manchester United (4.º)       | Lazio (3.º)                    |                             |                          |
| Tercera ronda previa          |                                |                             |                          |
| Campeones                     | No campeones                   | No campeones                | No campeones             |
| Basilea (1.º)                 | Mónaco (3.º)                   | Brujas (2.º)                | Rapid Viena (2.º)        |
| Red Bull Salzburgo (1.º)      | CSKA Moscú (2.º)               | Fenerbahçe (2.º)            | Sparta Praga (2.º)       |
| Viktoria Plzeň (1.º)          | Ajax (2.º)                     | Panathinaikos (2.º)         |                          |
|                               | Shakhtar Donetsk (2.º)         | Young Boys (2.º)            |                          |
| Segunda ronda previa          |                                |                             |                          |
| Steaua de Bucarest (1.º)      | Malmö (1.º)                    | Qarabağ (1.º)               | Skënderbeu Korçë (1.º)   |
| Maccabi Tel Aviv (1.º)        | Ludogorets Razgrad (1.º)       | Dila Gori (1.º)             | Žalgiris Vilnius (1.º)   |
| APOEL Nicosia (1.º)           | Molde (1.º)                    | Astana (1.º)                | Vardar (1.º)             |
| Midtjylland (1.º)             | Partizán (1.º)                 | Sarajevo (1.º)              | Fola Esch (1.º)          |
| Dinamo Zagreb (1.º)           | Videoton (1.º)                 | HJK (1.º)                   | Differdange (1.º)        |
| Lech Poznań (1.º)             | Maribor (1.º)                  | Stjarnan (1.º)              | Hibernians (1.º)         |
| BATE Borisov (1.º)            | Trenčín (1.º)                  | Ventspils (1.º)             |                          |
| Celtic (1.º)                  | Milsami Orhei (1.º)            | Rudar Pljevlja (1.º)        |                          |
| Primera fase de clasificación |                                |                             |                          |
| Crusaders (1.º)               | Pyunik (1.º)                   | B36 Tórshavn (1.º)          | FC Santa Coloma (1.º)    |
| The New Saints (1.º)          | Levadia Tallinn (1.º)          | Folgore (1.º)               | Lincoln Red Imps (1.º)   |

Nota: La siguiente lista de equipos clasificados es provisional, sujeto a la confirmación final por parte de la UEFA en junio de 2015, ya que cada equipo participante debe obtener una licencia de clubes de la UEFA. Todos los equipos clasificados están incluidos en esta lista, siempre y cuando no hayan sido prohibidas por la UEFA o no han logrado su apelación final con su asociación de fútbol en la obtención de una licencia.

## Calendario
Nota: Programa preliminar, pendiente de confirmación por parte de la UEFA.
| Fase                   | Ronda                         | Fecha del sorteo        | Partido de ida                   | Partido de vuelta            |
| ---------------------- | ----------------------------- | ----------------------- | -------------------------------- | ---------------------------- |
| Clasificación          | Primera fase de clasificación | 22 de junio de 2015     | 30 de junio - 1 de julio de 2015 | 7–8 de julio de 2015         |
| Clasificación          | Segunda fase de clasificación | 22 de junio de 2015     | 14–15 de julio de 2015           | 21–22 de julio de 2015       |
| Clasificación          | Tercera fase de clasificación | 17 de julio de 2015     | 28-29 de julio de 2015           | 4–5 de agosto de 2015        |
| Play-off               | Ronda de la eliminatoria      | 7 de agosto de 2015     | 18–19 de agosto de 2015          | 25–26 de agosto de 2015      |
| Fase de grupos         | Primer partido                | 27 de agosto de 2015    | 15–16 de septiembre de 2015      | 15–16 de septiembre de 2015  |
| Fase de grupos         | Segundo partido               | 27 de agosto de 2015    | 29–30 de septiembre de 2015      | 29–30 de septiembre de 2015  |
| Fase de grupos         | Tercer partido                | 27 de agosto de 2015    | 20–21 de octubre de 2015         | 20–21 de octubre de 2015     |
| Fase de grupos         | Cuarto partido                | 27 de agosto de 2015    | 3–4 de noviembre de 2015         | 3–4 de noviembre de 2015     |
| Fase de grupos         | Quinto partido                | 27 de agosto de 2015    | 24–25 de noviembre de 2015       | 24–25 de noviembre de 2015   |
| Fase de grupos         | Sexto partido                 | 27 de agosto de 2015    | 8–9 de diciembre de 2015         | 8–9 de diciembre de 2015     |
| Eliminatorias directas | Octavos de final              | 14 de diciembre de 2015 | 16–17 y 23–24 de febrero de 2016 | 8–9 y 15–16 de marzo de 2016 |
| Eliminatorias directas | Cuartos de final              | 18 de marzo de 2016     | 5–6 de abril de 2016             | 12–13 de abril de 2016       |
| Eliminatorias directas | Semifinales                   | 15 de abril de 2016     | 26–27 de abril de 2016           | 3-4 de mayo de 2016          |
| Eliminatorias directas | Final                         | 15 de abril de 2016     | 28 de mayo de 2016               | 28 de mayo de 2016           |

## Rondas previas

### Primera ronda previa
Participaron los campeones de las 8 ligas con el coeficiente UEFA más bajo del año 2014. El sorteo tuvo lugar el 22 de junio de 2015; la ida de las eliminatorias se disputó el 30 de junio y el 1 de julio, mientras que la vuelta se jugó el 7 de julio.
| Equipo local ida | Resultado | Equipo local vuelta | Ida   | Vuelta |
| ---------------- | --------- | ------------------- | ----- | ------ |
| Lincoln Red Imps | 2:1       | FC Santa Coloma     | 0 - 0 | 2 - 1  |
| Crusaders        | (v) 1:1   | Levadia Tallinn     | 0 - 0 | 1 - 1  |
| Pyunik           | 4:2       | Folgore             | 2 - 1 | 2 - 1  |
| B36 Tórshavn     | 2:6       | The New Saints      | 1 - 2 | 1 - 4  |

### Segunda ronda previa
El sorteo de la segunda ronda se celebró el 22 de junio de 2015, serán un total de 34 equipos, los 30 equipos campeones de las ligas clasificadas entre las posiciones 16 y 46 (ambas inclusive, y excluyendo a Liechtenstein, carente de una competición propia de liga) del ranking de coeficientes UEFA de 2014, y los 4 vencedores de la primera ronda. La ida de las eliminatorias se disputó los días 14 y 15 de julio de 2015, mientras que la vuelta se jugó los días 21 y 22 de julio de 2015.
| Equipo local ida   | Resultado | Equipo local vuelta | Ida   | Vuelta |
| ------------------ | --------- | ------------------- | ----- | ------ |
| Hibernians         | 3:6       | Maccabi Tel Aviv    | 2 - 1 | 1 - 5  |
| APOEL Nicosia      | (v) 1:1   | Vardar              | 0 - 0 | 1 - 1  |
| Qarabağ            | 1:0       | Rudar Pljevlja      | 0 - 0 | 1 - 0  |
| Sarajevo           | 0:3       | Lech Poznań         | 0 - 2 | 0 - 1  |
| Maribor            | 2:3       | Astana              | 1 - 0 | 1 - 3  |
| BATE Borisov       | 2:1       | Dundalk             | 2 - 1 | 0 - 0  |
| Ventspils          | 1:4       | HJK                 | 1 - 3 | 0 - 1  |
| Midtjylland        | 3:0       | Lincoln Red Imps    | 1 - 0 | 2 - 0  |
| Molde              | 5:1       | Pyunik              | 5 - 0 | 0 - 1  |
| Malmö              | 1:0       | Žalgiris Vilnius    | 0 - 0 | 1 - 0  |
| Celtic             | 6:1       | Stjarnan            | 2 - 0 | 4 - 1  |
| Trenčín            | 3:4       | Steaua de Bucarest  | 0 - 2 | 3 - 2  |
| Partizán           | 3:0       | Dila Gori           | 1 - 0 | 2 - 0  |
| Ludogorets Razgrad | 1:3       | Milsami             | 0 - 1 | 1 - 2  |
| Dinamo Zagreb      | 4:1       | Fola Esch           | 1 - 1 | 3 - 0  |
| Skënderbeu Korçë   | 6:4       | Crusaders           | 4 - 1 | 2 - 3  |
| The New Saints     | 1:2 (pr)  | Videoton            | 0 - 1 | 1 - 1  |

### Tercera ronda previa
El sorteo se realizó el 17 de julio y los partidos de ida se jugaron los días 28 y 29 de julio de 2015, mientras que los partidos de vuelta fueron los días 4 y 5 de agosto.
Los equipos eliminados de esta ronda pasaron a disputar la Liga Europa de la UEFA 2015-16 en la cuarta ronda de play-offs

#### Tercera ronda previa para campeones de liga
En esta ronda participan un total de 20 equipos, 3 pertenecientes a las ligas clasificadas entre las posiciones 13 y 15, más los 17 equipos ganadores de la segunda ronda. El sorteo se realizó el día 17 de julio y los partidos de ida se disputaron los días 28 y 29 de julio, mientras que los partidos de vuelta fueron los días 4 y 5 de agosto.
| Equipo local ida   | Resultado | Equipo local vuelta | Ida   | Vuelta |
| ------------------ | --------- | ------------------- | ----- | ------ |
| Lech Poznań        | 1:4       | Basilea             | 1 - 3 | 0 - 1  |
| Milsami            | 0:4       | Skënderbeu Korçë    | 0 - 2 | 0 - 2  |
| HJK Helsinki       | 3:4       | Astana              | 0 - 0 | 3 - 4  |
| Celtic             | 1:0       | Qarabağ             | 1 - 0 | 0 - 0  |
| Steaua de Bucarest | 3:5       | Partizán            | 1 - 1 | 2 - 4  |
| Midtjylland        | 2:2 (v)   | APOEL Nicosia       | 1 - 2 | 1 - 0  |
| Maccabi Tel Aviv   | 3:2       | Viktoria Plzeñ      | 1 - 2 | 2 - 0  |
| Dinamo Zagreb      | (v) 4:4   | Molde               | 1 - 1 | 3 - 3  |
| Videoton           | 1:2       | BATE Borisov        | 1 - 1 | 0 - 1  |
| Red Bull Salzburgo | 2:3       | Malmö               | 2 - 0 | 0 - 3  |

#### Tercera ronda previa para no campeones de liga
En esta ronda participarán un total de 10 equipos, 9 subcampeones de las ligas clasificadas entre las posiciones 7 y 15, más el tercer clasificado de la liga en 6.ª posición. El sorteo se realizó el día 17 de julio y los partidos de ida se disputaron los días 28 y 29 de julio, mientras que los partidos de vuelta serán los días 4 y 5 de agosto.
| Equipo local ida | Resultado | Equipo local vuelta | Ida   | Vuelta |
| ---------------- | --------- | ------------------- | ----- | ------ |
| Panathinaikos    | 2:4       | Brujas              | 2 - 1 | 0 - 3  |
| Young Boys       | 1:7       | Mónaco              | 1 - 3 | 0 - 4  |
| CSKA Moscú       | 5:4       | Sparta Praga        | 2 - 2 | 3 - 2  |
| Rapid Viena      | 5:4       | Ajax                | 2 - 2 | 3 - 2  |
| Fenerbahçe       | 0:3       | Shakhtar Donetsk    | 0 - 0 | 0 - 3  |

### Ronda de play-off
El sorteo se realizó el 7 de agosto y los partidos de ida se jugaron los días 18 y 19 de agosto y los de vuelta se disputarán los días 25 y 26 de agosto.
Los equipos eliminados en esta ronda pasarán a jugar en la fase de grupos de la Liga Europa de la UEFA 2015-16

#### Ronda de play-off para campeones de liga
Esta ronda la disputarán los 10 equipos clasificados de la tercera ronda de campeones de liga, los 5 ganadores tendrán derecho a jugar la fase de grupos de la Liga de Campeones
| Equipo local ida | Resultado | Equipo local vuelta | Ida   | Vuelta |
| ---------------- | --------- | ------------------- | ----- | ------ |
| Astana           | 2:1       | APOEL Nicosia       | 1 - 0 | 1 - 1  |
| Skënderbeu Korçë | 2:6       | Dinamo Zagreb       | 1 - 2 | 1 - 4  |
| Celtic           | 3:4       | Malmö               | 3 - 2 | 0 - 2  |
| Basilea          | 3:3 (v.)  | Maccabi Tel Aviv    | 2 - 2 | 1 - 1  |
| BATE Borisov     | (v.) 2:2  | Partizan            | 1 - 0 | 1 - 2  |

#### Ronda de play-off para no campeones de liga
La disputarán 10 equipos, los 5 clasificados de la ronda anterior, más los 5 nuevos equipos que entran en esta ronda, los terceros clasificados en las ligas situadas en la 4.ª y 5.ª posición, más los cuartos clasificado de las ligas situadas entre las 1.ª y 3.ª. 
| Equipo local ida   | Resultado | Equipo local vuelta | Ida   | Vuelta |
| ------------------ | --------- | ------------------- | ----- | ------ |
| Lazio              | 1:3       | Bayer Leverkusen    | 1 - 0 | 0 - 3  |
| Manchester United  | 7:1       | Brujas              | 3 - 1 | 4 - 0  |
| Sporting de Lisboa | 3:4       | CSKA Moscú          | 2 - 1 | 1 - 3  |
| Rapid Viena        | 2:3       | Shakhtar Donetsk    | 0 - 1 | 2 - 2  |
| Valencia           | 4:3       | Mónaco              | 3 - 1 | 1 - 2  |

## Fase de grupos
En la fase de grupos participaron 32 equipos: los 10 equipos clasificados de la tercera ronda previa (5 de la de campeones de liga y 5 de los no campeones de liga) y los siguientes 22 equipos que se clasificaron de forma directa. Los 32 equipos formarán 8 grupos de 4. El sorteo se realizó el 27 de agosto de 2015.
Los 32 equipos fueron sorteados en ocho grupos de cuatro integrantes, con la restricción de que los equipos de una misma federación no pueden enfrentarse entre sí.
En cada grupo, los equipos juegan entre ellos en partidos de ida y vuelta en formato de todos contra todos. El primero y segundo de cada grupo avanzan a la siguiente ronda, mientras que los equipos terceros clasificados ingresan en la ronda de 32 de la UEFA Liga Europa.
- A partir de la temporada 2015-16 los cabezas de serie serán: El campeón de la edición anterior de la UCL y los campeones de las 7 primeras ligas clasificadas en el Ranking de coeficientes de la UEFA.

| 1.er bombo (Cabezas de serie)  | 2.º bombo                    | 3.er bombo                 | 4.º bombo                         |
| ------------------------------ | ---------------------------- | -------------------------- | --------------------------------- |
| Barcelona (Campeón, 171 999)   | Real Madrid (164 999)        | Shakhtar Donetsk (86,033)  | BATE Borisov (35 150)             |
| Bayern Múnich (154 883)        | Atlético de Madrid (120 999) | Sevilla (80 499)           | Borussia Mönchengladbach (33 883) |
| Chelsea (142 078)              | Porto (111 276)              | Olympique de Lyon (72 983) | Wolfsburgo (31 883)               |
| Benfica (118 276)              | Arsenal (110 078)            | Dinamo de Kiev (65 033)    | Dinamo Zagreb (24 700)            |
| París Saint-Germain (100 483)  | Manchester United (103 078)  | Olympiacos (62 380)        | Maccabi Tel Aviv (18 200)         |
| Juventus (95 102)              | Valencia (99 999)            | CSKA Moscú (55 599)        | Gent (13 440)                     |
| Zenit San Petersburgo (90 099) | Bayer Leverkusen (87 833)    | Galatasaray (50 020)       | Malmö (12 545)                    |
| PSV Eindhoven (58 195)         | Manchester City (87 078)     | Roma (43 602)              | Astana (3 825)                    |

|  | Equipos clasificados para los Octavos de final.                           |
|  | Equipos repescados para los Dieciseisavos de final de la UEFA Liga Europa |
|  | Equipos eliminados de la competición.                                     |

### Grupo A
| Equipo              | Pts | PJ | PG | PE | PP | GF | GC | Dif |
| ------------------- | --- | -- | -- | -- | -- | -- | -- | --- |
| Real Madrid         | 16  | 6  | 5  | 1  | 0  | 19 | 3  | +16 |
| París Saint-Germain | 13  | 6  | 4  | 1  | 1  | 12 | 1  | +11 |
| Shakhtar Donetsk    | 3   | 6  | 1  | 0  | 5  | 7  | 14 | -7  |
| Malmö               | 3   | 6  | 1  | 0  | 5  | 1  | 21 | -20 |

| \| Fecha \| Estadio (Ciudad) \| Local \| Resultado \| Visitante \| \| ------------------------ \| -------------------------- \| ------------------- \| --------- \| ------------------- \| \| 15 de septiembre de 2015 \| Parc des Princes (París) \| París Saint-Germain \| 2 - 0 \| Malmö \| \| 15 de septiembre de 2015 \| Santiago Bernabéu (Madrid) \| Real Madrid \| 4 - 0 \| Shakhtar Donetsk \| \| 30 de septiembre de 2015 \| Arena Lviv (Leópolis) \| Shakhtar Donetsk \| 0 - 3 \| París Saint-Germain \| \| 30 de septiembre de 2015 \| Swedbank Stadion (Malmö) \| Malmö \| 0 - 2 \| Real Madrid \| \| 21 de octubre de 2015 \| Parc des Princes (París) \| París Saint-Germain \| 0 - 0 \| Real Madrid \| \| 21 de octubre de 2015 \| Swedbank Stadion (Malmö) \| Malmö \| 1 - 0 \| Shakhtar Donetsk \| \| 3 de noviembre de 2015 \| Arena Lviv (Leópolis) \| Shakhtar Donetsk \| 4 - 0 \| Malmö \| \| 3 de noviembre de 2015 \| Santiago Bernabéu (Madrid) \| Real Madrid \| 1 - 0 \| París Saint-Germain \| \| 25 de noviembre de 2015 \| Swedbank Stadion (Malmö) \| Malmö \| 0 - 5 \| París Saint-Germain \| \| 25 de noviembre de 2015 \| Arena Lviv (Leópolis) \| Shakhtar Donetsk \| 3 - 4 \| Real Madrid \| \| 8 de diciembre de 2015 \| Parc des Princes (París) \| París Saint-Germain \| 2 - 0 \| Shakhtar Donetsk \| \| 8 de diciembre de 2015 \| Santiago Bernabéu (Madrid) \| Real Madrid \| 8 - 0 \| Malmö \| |                            |                     |           |                     |
| Fecha | Estadio (Ciudad)           | Local               | Resultado | Visitante           |
| 15 de septiembre de 2015 | Parc des Princes (París)   | París Saint-Germain | 2 - 0     | Malmö               |
| 15 de septiembre de 2015 | Santiago Bernabéu (Madrid) | Real Madrid         | 4 - 0     | Shakhtar Donetsk    |
| 30 de septiembre de 2015 | Arena Lviv (Leópolis)      | Shakhtar Donetsk    | 0 - 3     | París Saint-Germain |
| 30 de septiembre de 2015 | Swedbank Stadion (Malmö)   | Malmö               | 0 - 2     | Real Madrid         |
| 21 de octubre de 2015 | Parc des Princes (París)   | París Saint-Germain | 0 - 0     | Real Madrid         |
| 21 de octubre de 2015 | Swedbank Stadion (Malmö)   | Malmö               | 1 - 0     | Shakhtar Donetsk    |
| 3 de noviembre de 2015 | Arena Lviv (Leópolis)      | Shakhtar Donetsk    | 4 - 0     | Malmö               |
| 3 de noviembre de 2015 | Santiago Bernabéu (Madrid) | Real Madrid         | 1 - 0     | París Saint-Germain |
| 25 de noviembre de 2015 | Swedbank Stadion (Malmö)   | Malmö               | 0 - 5     | París Saint-Germain |
| 25 de noviembre de 2015 | Arena Lviv (Leópolis)      | Shakhtar Donetsk    | 3 - 4     | Real Madrid         |
| 8 de diciembre de 2015 | Parc des Princes (París)   | París Saint-Germain | 2 - 0     | Shakhtar Donetsk    |
| 8 de diciembre de 2015 | Santiago Bernabéu (Madrid) | Real Madrid         | 8 - 0     | Malmö               |

### Grupo B
| Equipo            | Pts | PJ | PG | PE | PP | GF | GC | Dif |
| ----------------- | --- | -- | -- | -- | -- | -- | -- | --- |
| Wolfsburgo        | 12  | 6  | 4  | 0  | 2  | 9  | 6  | +3  |
| PSV Eindhoven     | 10  | 6  | 3  | 1  | 2  | 8  | 7  | +1  |
| Manchester United | 8   | 6  | 2  | 2  | 2  | 7  | 7  | 0   |
| CSKA Moscú        | 4   | 6  | 1  | 1  | 4  | 5  | 9  | -4  |

| \| Fecha \| Estadio (Ciudad) \| Local \| Resultado \| Visitante \| \| ------------------------ \| ----------------------------- \| ----------------- \| ------------------------------------------------------------------------------------------------------- \| ----------------- \| \| 15 de septiembre de 2015 \| Volkswagen Arena (Wolfsburgo) \| Wolfsburgo \| 1 - 0 \| CSKA Moscú \| \| 15 de septiembre de 2015 \| Philips Stadion (Eindhoven) \| PSV Eindhoven \| 2 - 1 \| Manchester United \| \| 30 de septiembre de 2015 \| Old Trafford (Mánchester) \| Manchester United \| 2 - 1 \| Wolfsburgo \| \| 30 de septiembre de 2015 \| Arena Jimki (Jimki) \| CSKA Moscú \| 3 - 2 \| PSV Eindhoven \| \| 21 de octubre de 2015 \| Arena Jimki (Jimki) \| CSKA Moscú \| 1 - 1 \| Manchester United \| \| 21 de octubre de 2015 \| Wolkswagen Arena (Wolfsburgo) \| Wolfsburgo \| 2 - 0 \| PSV Eindhoven \| \| 3 de noviembre de 2015 \| Old Trafford (Mánchester) \| Manchester United \| 1 - 0 \| CSKA Moscú \| \| 3 de noviembre de 2015 \| Philips Stadion (Eindhoven) \| PSV Eindhoven \| 2 - 0 \| Wolfsburgo \| \| 25 de noviembre de 2015 \| Arena Jimki (Jimki) \| CSKA Moscú \| 0 - 2 \| Wolfsburgo \| \| 25 de noviembre de 2015 \| Old Trafford (Mánchester) \| Manchester United \| 0 - 0 \| PSV Eindhoven \| \| 8 de diciembre de 2015 \| Wolkswagen Arena (Wolfsburgo) \| Wolfsburgo \| 3 - 2 \| Manchester United \| \| 8 de diciembre de 2015 \| Philips Stadion (Eindhoven) \| PSV Eindhoven \| 2 - 1 (enlace roto disponible en Internet Archive; véase el historial, la primera versión y la última). \| CSKA Moscú \| |                               |                   | |                   |
| Fecha | Estadio (Ciudad)              | Local             | Resultado                                                                                               | Visitante         |
| 15 de septiembre de 2015 | Volkswagen Arena (Wolfsburgo) | Wolfsburgo        | 1 - 0                                                                                                   | CSKA Moscú        |
| 15 de septiembre de 2015 | Philips Stadion (Eindhoven)   | PSV Eindhoven     | 2 - 1                                                                                                   | Manchester United |
| 30 de septiembre de 2015 | Old Trafford (Mánchester)     | Manchester United | 2 - 1                                                                                                   | Wolfsburgo        |
| 30 de septiembre de 2015 | Arena Jimki (Jimki)           | CSKA Moscú        | 3 - 2                                                                                                   | PSV Eindhoven     |
| 21 de octubre de 2015 | Arena Jimki (Jimki)           | CSKA Moscú        | 1 - 1                                                                                                   | Manchester United |
| 21 de octubre de 2015 | Wolkswagen Arena (Wolfsburgo) | Wolfsburgo        | 2 - 0                                                                                                   | PSV Eindhoven     |
| 3 de noviembre de 2015 | Old Trafford (Mánchester)     | Manchester United | 1 - 0                                                                                                   | CSKA Moscú        |
| 3 de noviembre de 2015 | Philips Stadion (Eindhoven)   | PSV Eindhoven     | 2 - 0                                                                                                   | Wolfsburgo        |
| 25 de noviembre de 2015 | Arena Jimki (Jimki)           | CSKA Moscú        | 0 - 2                                                                                                   | Wolfsburgo        |
| 25 de noviembre de 2015 | Old Trafford (Mánchester)     | Manchester United | 0 - 0                                                                                                   | PSV Eindhoven     |
| 8 de diciembre de 2015 | Wolkswagen Arena (Wolfsburgo) | Wolfsburgo        | 3 - 2                                                                                                   | Manchester United |
| 8 de diciembre de 2015 | Philips Stadion (Eindhoven)   | PSV Eindhoven     | 2 - 1 (enlace roto disponible en Internet Archive; véase el historial, la primera versión y la última). | CSKA Moscú        |

### Grupo C
| Equipo             | Pts | PJ | PG | PE | PP | GF | GC | Dif |
| ------------------ | --- | -- | -- | -- | -- | -- | -- | --- |
| Atlético de Madrid | 13  | 6  | 4  | 1  | 1  | 11 | 3  | +8  |
| Benfica            | 10  | 6  | 3  | 1  | 2  | 10 | 8  | +2  |
| Galatasaray        | 5   | 6  | 1  | 2  | 3  | 6  | 10 | -4  |
| Astana             | 4   | 6  | 0  | 4  | 2  | 5  | 11 | -6  |

| \| Fecha \| Estadio (Ciudad) \| Local \| Resultado \| Visitante \| \| ------------------------ \| ----------------------------- \| ------------------ \| --------- \| ------------------ \| \| 15 de septiembre de 2015 \| Türk Telekom Arena (Estambul) \| Galatasaray \| 0- 2 \| Atlético de Madrid \| \| 15 de septiembre de 2015 \| da Luz (Lisboa) \| Benfica \| 2 - 0 \| Astana \| \| 30 de septiembre de 2015 \| Astana Arena (Astana) \| Astana \| 2 - 2 \| Galatasaray \| \| 30 de septiembre de 2015 \| Vicente Calderón (Madrid) \| Atlético de Madrid \| 1 - 2 \| Benfica \| \| 21 de octubre de 2015 \| Vicente Calderón (Madrid) \| Atlético de Madrid \| 4 - 0 \| Astana \| \| 21 de octubre de 2015 \| Türk Telekom Arena (Estambul) \| Galatasaray \| 2 - 1 \| Benfica \| \| 3 de noviembre de 2015 \| Astana Arena (Astana) \| Astana \| 0 - 0 \| Atlético de Madrid \| \| 3 de noviembre de 2015 \| da Luz (Lisboa) \| Benfica \| 2 - 1 \| Galatasaray \| \| 25 de noviembre de 2015 \| Astana Arena (Astana) \| Astana \| 2 - 2 \| Benfica \| \| 25 de noviembre de 2015 \| Vicente Calderón (Madrid) \| Atlético de Madrid \| 2 - 0 \| Galatasaray \| \| 8 de diciembre de 2015 \| Türk Telekom Arena (Estambul) \| Galatasaray \| 1 - 1 \| Astana \| \| 8 de diciembre de 2015 \| da Luz (Lisboa) \| Benfica \| 1 - 2 \| Atlético de Madrid \| |                               |                    |           |                    |
| Fecha | Estadio (Ciudad)              | Local              | Resultado | Visitante          |
| 15 de septiembre de 2015 | Türk Telekom Arena (Estambul) | Galatasaray        | 0- 2      | Atlético de Madrid |
| 15 de septiembre de 2015 | da Luz (Lisboa)               | Benfica            | 2 - 0     | Astana             |
| 30 de septiembre de 2015 | Astana Arena (Astana)         | Astana             | 2 - 2     | Galatasaray        |
| 30 de septiembre de 2015 | Vicente Calderón (Madrid)     | Atlético de Madrid | 1 - 2     | Benfica            |
| 21 de octubre de 2015 | Vicente Calderón (Madrid)     | Atlético de Madrid | 4 - 0     | Astana             |
| 21 de octubre de 2015 | Türk Telekom Arena (Estambul) | Galatasaray        | 2 - 1     | Benfica            |
| 3 de noviembre de 2015 | Astana Arena (Astana)         | Astana             | 0 - 0     | Atlético de Madrid |
| 3 de noviembre de 2015 | da Luz (Lisboa)               | Benfica            | 2 - 1     | Galatasaray        |
| 25 de noviembre de 2015 | Astana Arena (Astana)         | Astana             | 2 - 2     | Benfica            |
| 25 de noviembre de 2015 | Vicente Calderón (Madrid)     | Atlético de Madrid | 2 - 0     | Galatasaray        |
| 8 de diciembre de 2015 | Türk Telekom Arena (Estambul) | Galatasaray        | 1 - 1     | Astana             |
| 8 de diciembre de 2015 | da Luz (Lisboa)               | Benfica            | 1 - 2     | Atlético de Madrid |

### Grupo D
| Equipo                   | Pts | PJ | PG | PE | PP | GF | GC | Dif |
| ------------------------ | --- | -- | -- | -- | -- | -- | -- | --- |
| Manchester City          | 12  | 6  | 4  | 0  | 2  | 12 | 8  | +4  |
| Juventus                 | 11  | 6  | 3  | 2  | 1  | 6  | 3  | +3  |
| Sevilla                  | 6   | 6  | 2  | 0  | 4  | 8  | 11 | -3  |
| Borussia Mönchengladbach | 5   | 6  | 1  | 2  | 3  | 8  | 12 | -4  |

| \| Fecha \| Estadio (Ciudad) \| Local \| Resultado \| Visitante \| \| ------------------------ \| ------------------------------- \| ------------------------ \| --------- \| ------------------------ \| \| 15 de septiembre de 2015 \| Etihad Stadium (Mánchester) \| Manchester City \| 1 - 2 \| Juventus \| \| 15 de septiembre de 2015 \| Ramón Sánchez-Pizjuán (Sevilla) \| Sevilla \| 3 - 0 \| Borussia Mönchengladbach \| \| 30 de septiembre de 2015 \| Borussia Park (Mönchengladbach) \| Borussia Mönchengladbach \| 1 - 2 \| Manchester City \| \| 30 de septiembre de 2015 \| Juventus Stadium (Turín) \| Juventus \| 2 - 0 \| Sevilla \| \| 21 de octubre de 2015 \| Juventus Stadium (Turín) \| Juventus \| 0 - 0 \| Borussia Mönchengladbach \| \| 21 de octubre de 2015 \| Etihad Stadium (Mánchester) \| Manchester City \| 2 - 1 \| Sevilla \| \| 3 de noviembre de 2015 \| Borussia Park (Mönchengladbach) \| Borussia Mönchengladbach \| 1 - 1 \| Juventus \| \| 3 de noviembre de 2015 \| Ramón Sánchez-Pizjuán (Sevilla) \| Sevilla \| 1 - 3 \| Manchester City \| \| 25 de noviembre de 2015 \| Juventus Stadium (Turín) \| Juventus \| 1 - 0 \| Manchester City \| \| 25 de noviembre de 2015 \| Borussia Park (Mönchengladbach) \| Borussia Mönchengladbach \| 4 - 2 \| Sevilla \| \| 8 de diciembre de 2015 \| Etihad Stadium (Mánchester) \| Manchester City \| 4 - 2 \| Borussia Mönchengladbach \| \| 8 de diciembre de 2015 \| Ramón Sánchez-Pizjuán (Sevilla) \| Sevilla \| 1 - 0 \| Juventus \| |                                 |                          |           |                          |
| Fecha | Estadio (Ciudad)                | Local                    | Resultado | Visitante                |
| 15 de septiembre de 2015 | Etihad Stadium (Mánchester)     | Manchester City          | 1 - 2     | Juventus                 |
| 15 de septiembre de 2015 | Ramón Sánchez-Pizjuán (Sevilla) | Sevilla                  | 3 - 0     | Borussia Mönchengladbach |
| 30 de septiembre de 2015 | Borussia Park (Mönchengladbach) | Borussia Mönchengladbach | 1 - 2     | Manchester City          |
| 30 de septiembre de 2015 | Juventus Stadium (Turín)        | Juventus                 | 2 - 0     | Sevilla                  |
| 21 de octubre de 2015 | Juventus Stadium (Turín)        | Juventus                 | 0 - 0     | Borussia Mönchengladbach |
| 21 de octubre de 2015 | Etihad Stadium (Mánchester)     | Manchester City          | 2 - 1     | Sevilla                  |
| 3 de noviembre de 2015 | Borussia Park (Mönchengladbach) | Borussia Mönchengladbach | 1 - 1     | Juventus                 |
| 3 de noviembre de 2015 | Ramón Sánchez-Pizjuán (Sevilla) | Sevilla                  | 1 - 3     | Manchester City          |
| 25 de noviembre de 2015 | Juventus Stadium (Turín)        | Juventus                 | 1 - 0     | Manchester City          |
| 25 de noviembre de 2015 | Borussia Park (Mönchengladbach) | Borussia Mönchengladbach | 4 - 2     | Sevilla                  |
| 8 de diciembre de 2015 | Etihad Stadium (Mánchester)     | Manchester City          | 4 - 2     | Borussia Mönchengladbach |
| 8 de diciembre de 2015 | Ramón Sánchez-Pizjuán (Sevilla) | Sevilla                  | 1 - 0     | Juventus                 |

### Grupo E
| Equipo           | Pts | PJ | PG | PE | PP | GF | GC | Dif |
| ---------------- | --- | -- | -- | -- | -- | -- | -- | --- |
| Barcelona        | 14  | 6  | 4  | 2  | 0  | 15 | 4  | +11 |
| Roma             | 6   | 6  | 1  | 3  | 2  | 11 | 16 | -5  |
| Bayer Leverkusen | 6   | 6  | 1  | 3  | 2  | 13 | 12 | +1  |
| BATE Borisov     | 5   | 6  | 1  | 2  | 3  | 5  | 12 | -7  |

| \| Fecha \| Estadio (Ciudad) \| Local \| Resultado \| Visitante \| \| ------------------------ \| ----------------------- \| ---------------- \| --------- \| ---------------- \| \| 16 de septiembre de 2015 \| BayArena (Leverkusen) \| Bayer Leverkusen \| 4 - 1 \| BATE Borisov \| \| 16 de septiembre de 2015 \| Olímpico di Roma (Roma) \| Roma \| 1 - 1 \| Barcelona \| \| 29 de septiembre de 2015 \| Camp Nou (Barcelona) \| Barcelona \| 2 - 1 \| Bayer Leverkusen \| \| 29 de septiembre de 2015 \| Borisov Arena (Borisov) \| BATE Borisov \| 3 - 2 \| Roma \| \| 20 de octubre de 2015 \| Borisov Arena (Borisov) \| BATE Borisov \| 0 - 2 \| Barcelona \| \| 20 de octubre de 2015 \| BayArena (Leverkusen) \| Bayer Leverkusen \| 4 - 4 \| Roma \| \| 4 de noviembre de 2015 \| Camp Nou (Barcelona) \| Barcelona \| 3 - 0 \| BATE Borisov \| \| 4 de noviembre de 2015 \| Olímpico di Roma (Roma) \| Roma \| 3 - 2 \| Bayer Leverkusen \| \| 24 de noviembre de 2015 \| Borisov Arena (Borisov) \| BATE Borisov \| 1 - 1 \| Bayer Leverkusen \| \| 24 de noviembre de 2015 \| Camp Nou (Barcelona) \| Barcelona \| 6 - 1 \| Roma \| \| 9 de diciembre de 2015 \| BayArena (Leverkusen) \| Bayer Leverkusen \| 1 - 1 \| Barcelona \| \| 9 de diciembre de 2015 \| Olímpico di Roma (Roma) \| Roma \| 0 - 0 \| BATE Borisov \| |                         |                  |           |                  |
| Fecha | Estadio (Ciudad)        | Local            | Resultado | Visitante        |
| 16 de septiembre de 2015 | BayArena (Leverkusen)   | Bayer Leverkusen | 4 - 1     | BATE Borisov     |
| 16 de septiembre de 2015 | Olímpico di Roma (Roma) | Roma             | 1 - 1     | Barcelona        |
| 29 de septiembre de 2015 | Camp Nou (Barcelona)    | Barcelona        | 2 - 1     | Bayer Leverkusen |
| 29 de septiembre de 2015 | Borisov Arena (Borisov) | BATE Borisov     | 3 - 2     | Roma             |
| 20 de octubre de 2015 | Borisov Arena (Borisov) | BATE Borisov     | 0 - 2     | Barcelona        |
| 20 de octubre de 2015 | BayArena (Leverkusen)   | Bayer Leverkusen | 4 - 4     | Roma             |
| 4 de noviembre de 2015 | Camp Nou (Barcelona)    | Barcelona        | 3 - 0     | BATE Borisov     |
| 4 de noviembre de 2015 | Olímpico di Roma (Roma) | Roma             | 3 - 2     | Bayer Leverkusen |
| 24 de noviembre de 2015 | Borisov Arena (Borisov) | BATE Borisov     | 1 - 1     | Bayer Leverkusen |
| 24 de noviembre de 2015 | Camp Nou (Barcelona)    | Barcelona        | 6 - 1     | Roma             |
| 9 de diciembre de 2015 | BayArena (Leverkusen)   | Bayer Leverkusen | 1 - 1     | Barcelona        |
| 9 de diciembre de 2015 | Olímpico di Roma (Roma) | Roma             | 0 - 0     | BATE Borisov     |

### Grupo F
| Equipo        | Pts | PJ | PG | PE | PP | GF | GC | Dif |
| ------------- | --- | -- | -- | -- | -- | -- | -- | --- |
| Bayern Múnich | 15  | 6  | 5  | 0  | 1  | 19 | 3  | +16 |
| Arsenal       | 9   | 6  | 3  | 0  | 3  | 12 | 10 | +2  |
| Olympiacos    | 9   | 6  | 3  | 0  | 3  | 6  | 13 | -7  |
| Dinamo Zagreb | 3   | 6  | 1  | 0  | 5  | 3  | 14 | -11 |

| \| Fecha \| Estadio (Ciudad) \| Local \| Resultado \| Visitante \| \| ------------------------ \| ---------------------------- \| ------------- \| --------- \| ------------- \| \| 16 de septiembre de 2015 \| Maksimir (Zagreb) \| Dinamo Zagreb \| 2 - 1 \| Arsenal \| \| 16 de septiembre de 2015 \| Georgios Karaiskakis (Pireo) \| Olympiacos \| 0 - 3 \| Bayern Múnich \| \| 29 de septiembre de 2015 \| Allianz Arena (Múnich) \| Bayern Múnich \| 5 - 0 \| Dinamo Zagreb \| \| 29 de septiembre de 2015 \| Emirates Stadium (Londres) \| Arsenal \| 2 - 3 \| Olympiacos \| \| 20 de octubre de 2015 \| Emirates Stadium (Londres) \| Arsenal \| 2 - 0 \| Bayern Múnich \| \| 20 de octubre de 2015 \| Maksimir (Zagreb) \| Dinamo Zagreb \| 0 - 1 \| Olympiacos \| \| 4 de noviembre de 2015 \| Allianz Arena (Múnich) \| Bayern Múnich \| 5 - 1 \| Arsenal \| \| 4 de noviembre de 2015 \| Georgios Karaiskakis (Pireo) \| Olympiacos \| 2 - 1 \| Dinamo Zagreb \| \| 24 de noviembre de 2015 \| Emirates Stadium (Londres) \| Arsenal \| 3 - 0 \| Dinamo Zagreb \| \| 24 de noviembre de 2015 \| Allianz Arena (Múnich) \| Bayern Múnich \| 4 - 0 \| Olympiacos \| \| 9 de diciembre de 2015 \| Maksimir (Zagreb) \| Dinamo Zagreb \| 0 - 2 \| Bayern Múnich \| \| 9 de diciembre de 2015 \| Georgios Karaiskakis (Pireo) \| Olympiacos \| 0 - 3 \| Arsenal \| |                              |               |           |               |
| Fecha | Estadio (Ciudad)             | Local         | Resultado | Visitante     |
| 16 de septiembre de 2015 | Maksimir (Zagreb)            | Dinamo Zagreb | 2 - 1     | Arsenal       |
| 16 de septiembre de 2015 | Georgios Karaiskakis (Pireo) | Olympiacos    | 0 - 3     | Bayern Múnich |
| 29 de septiembre de 2015 | Allianz Arena (Múnich)       | Bayern Múnich | 5 - 0     | Dinamo Zagreb |
| 29 de septiembre de 2015 | Emirates Stadium (Londres)   | Arsenal       | 2 - 3     | Olympiacos    |
| 20 de octubre de 2015 | Emirates Stadium (Londres)   | Arsenal       | 2 - 0     | Bayern Múnich |
| 20 de octubre de 2015 | Maksimir (Zagreb)            | Dinamo Zagreb | 0 - 1     | Olympiacos    |
| 4 de noviembre de 2015 | Allianz Arena (Múnich)       | Bayern Múnich | 5 - 1     | Arsenal       |
| 4 de noviembre de 2015 | Georgios Karaiskakis (Pireo) | Olympiacos    | 2 - 1     | Dinamo Zagreb |
| 24 de noviembre de 2015 | Emirates Stadium (Londres)   | Arsenal       | 3 - 0     | Dinamo Zagreb |
| 24 de noviembre de 2015 | Allianz Arena (Múnich)       | Bayern Múnich | 4 - 0     | Olympiacos    |
| 9 de diciembre de 2015 | Maksimir (Zagreb)            | Dinamo Zagreb | 0 - 2     | Bayern Múnich |
| 9 de diciembre de 2015 | Georgios Karaiskakis (Pireo) | Olympiacos    | 0 - 3     | Arsenal       |

### Grupo G
| Equipo           | Pts | PJ | PG | PE | PP | GF | GC | Dif |
| ---------------- | --- | -- | -- | -- | -- | -- | -- | --- |
| Chelsea          | 13  | 6  | 4  | 1  | 1  | 13 | 3  | +10 |
| Dinamo de Kiev   | 11  | 6  | 3  | 2  | 1  | 8  | 4  | +4  |
| Porto            | 10  | 6  | 3  | 1  | 2  | 9  | 8  | +1  |
| Maccabi Tel Aviv | 0   | 6  | 0  | 0  | 6  | 1  | 16 | -15 |

| \| Fecha \| Estadio (Ciudad) \| Local \| Resultado \| Visitante \| \| ------------------------ \| -------------------------- \| ---------------- \| --------- \| ---------------- \| \| 16 de septiembre de 2015 \| Olímpico de Kiev (Kiev) \| Dinamo de Kiev \| 2 - 2 \| Porto \| \| 16 de septiembre de 2015 \| Stamford Bridge (Londres) \| Chelsea \| 4 - 0 \| Maccabi Tel Aviv \| \| 29 de septiembre de 2015 \| Estadio Sammy Ofer (Haifa) \| Maccabi Tel Aviv \| 0 - 2 \| Dinamo de Kiev \| \| 29 de septiembre de 2015 \| do Dragão (Oporto) \| Porto \| 2 - 1 \| Chelsea \| \| 20 de octubre de 2015 \| do Dragão (Oporto) \| Porto \| 2 - 0 \| Maccabi Tel Aviv \| \| 20 de octubre de 2015 \| Olímpico de Kiev (Kiev) \| Dinamo de Kiev \| 0 - 0 \| Chelsea \| \| 4 de noviembre de 2015 \| Estadio Sammy Ofer (Haifa) \| Maccabi Tel Aviv \| 1 - 3 \| Porto \| \| 4 de noviembre de 2015 \| Stamford Bridge (Londres) \| Chelsea \| 2 - 1 \| Dinamo de Kiev \| \| 24 de noviembre de 2015 \| do Dragão (Oporto) \| Porto \| 0 - 2 \| Dinamo de Kiev \| \| 24 de noviembre de 2015 \| Estadio Sammy Ofer (Haifa) \| Maccabi Tel Aviv \| 0 - 4 \| Chelsea \| \| 9 de diciembre de 2015 \| Olímpico de Kiev (Kiev) \| Dinamo de Kiev \| 1 - 0 \| Maccabi Tel Aviv \| \| 9 de diciembre de 2015 \| Stamford Bridge (Londres) \| Chelsea \| 2 - 0 \| Porto \| |                            |                  |           |                  |
| Fecha | Estadio (Ciudad)           | Local            | Resultado | Visitante        |
| 16 de septiembre de 2015 | Olímpico de Kiev (Kiev)    | Dinamo de Kiev   | 2 - 2     | Porto            |
| 16 de septiembre de 2015 | Stamford Bridge (Londres)  | Chelsea          | 4 - 0     | Maccabi Tel Aviv |
| 29 de septiembre de 2015 | Estadio Sammy Ofer (Haifa) | Maccabi Tel Aviv | 0 - 2     | Dinamo de Kiev   |
| 29 de septiembre de 2015 | do Dragão (Oporto)         | Porto            | 2 - 1     | Chelsea          |
| 20 de octubre de 2015 | do Dragão (Oporto)         | Porto            | 2 - 0     | Maccabi Tel Aviv |
| 20 de octubre de 2015 | Olímpico de Kiev (Kiev)    | Dinamo de Kiev   | 0 - 0     | Chelsea          |
| 4 de noviembre de 2015 | Estadio Sammy Ofer (Haifa) | Maccabi Tel Aviv | 1 - 3     | Porto            |
| 4 de noviembre de 2015 | Stamford Bridge (Londres)  | Chelsea          | 2 - 1     | Dinamo de Kiev   |
| 24 de noviembre de 2015 | do Dragão (Oporto)         | Porto            | 0 - 2     | Dinamo de Kiev   |
| 24 de noviembre de 2015 | Estadio Sammy Ofer (Haifa) | Maccabi Tel Aviv | 0 - 4     | Chelsea          |
| 9 de diciembre de 2015 | Olímpico de Kiev (Kiev)    | Dinamo de Kiev   | 1 - 0     | Maccabi Tel Aviv |
| 9 de diciembre de 2015 | Stamford Bridge (Londres)  | Chelsea          | 2 - 0     | Porto            |

### Grupo H
| Equipo                | Pts | PJ | PG | PE | PP | GF | GC | Dif |
| --------------------- | --- | -- | -- | -- | -- | -- | -- | --- |
| Zenit San Petersburgo | 15  | 6  | 5  | 0  | 1  | 13 | 6  | +7  |
| Gent                  | 10  | 6  | 3  | 1  | 2  | 8  | 7  | +1  |
| Valencia              | 6   | 6  | 2  | 0  | 4  | 5  | 9  | -4  |
| Olympique de Lyon     | 4   | 6  | 1  | 1  | 4  | 5  | 9  | -4  |

| \| Fecha \| Estadio (Ciudad) \| Local \| Resultado \| Visitante \| \| ------------------------ \| --------------------------- \| ------------------------ \| --------- \| ------------------------ \| \| 16 de septiembre de 2015 \| Mestalla (Valencia) \| Valencia \| 2 - 3 \| Zenit de San Petersburgo \| \| 16 de septiembre de 2015 \| Ghelamco Arena (Gante) \| Gent \| 1 - 1 \| Olympique de Lyon \| \| 29 de septiembre de 2015 \| de Gerland (Lyon) \| Olympique de Lyon \| 0 - 1 \| Valencia \| \| 29 de septiembre de 2015 \| Petrovsky (San Petersburgo) \| Zenit de San Petersburgo \| 2 - 1 \| Gent \| \| 20 de octubre de 2015 \| Petrovsky (San Petersburgo) \| Zenit de San Petersburgo \| 3 - 1 \| Olympique de Lyon \| \| 20 de octubre de 2015 \| Mestalla (Valencia) \| Valencia \| 2 - 1 \| Gent \| \| 4 de noviembre de 2015 \| de Gerland (Lyon) \| Olympique de Lyon \| 0 - 2 \| Zenit de San Petersburgo \| \| 4 de noviembre de 2015 \| Ghelamco Arena (Gante) \| Gent \| 1 - 0 \| Valencia \| \| 24 de noviembre de 2015 \| Petrovsky (San Petersburgo) \| Zenit de San Petersburgo \| 2 - 0 \| Valencia \| \| 24 de noviembre de 2015 \| de Gerland (Lyon) \| Olympique de Lyon \| 1 - 2 \| Gent \| \| 9 de diciembre de 2015 \| Mestalla (Valencia) \| Valencia \| 0 - 2 \| Olympique de Lyon \| \| 9 de diciembre de 2015 \| Ghelamco Arena (Gante) \| Gent \| 2 - 1 \| Zenit de San Petersburgo \| |                             |                          |           |                          |
| Fecha | Estadio (Ciudad)            | Local                    | Resultado | Visitante                |
| 16 de septiembre de 2015 | Mestalla (Valencia)         | Valencia                 | 2 - 3     | Zenit de San Petersburgo |
| 16 de septiembre de 2015 | Ghelamco Arena (Gante)      | Gent                     | 1 - 1     | Olympique de Lyon        |
| 29 de septiembre de 2015 | de Gerland (Lyon)           | Olympique de Lyon        | 0 - 1     | Valencia                 |
| 29 de septiembre de 2015 | Petrovsky (San Petersburgo) | Zenit de San Petersburgo | 2 - 1     | Gent                     |
| 20 de octubre de 2015 | Petrovsky (San Petersburgo) | Zenit de San Petersburgo | 3 - 1     | Olympique de Lyon        |
| 20 de octubre de 2015 | Mestalla (Valencia)         | Valencia                 | 2 - 1     | Gent                     |
| 4 de noviembre de 2015 | de Gerland (Lyon)           | Olympique de Lyon        | 0 - 2     | Zenit de San Petersburgo |
| 4 de noviembre de 2015 | Ghelamco Arena (Gante)      | Gent                     | 1 - 0     | Valencia                 |
| 24 de noviembre de 2015 | Petrovsky (San Petersburgo) | Zenit de San Petersburgo | 2 - 0     | Valencia                 |
| 24 de noviembre de 2015 | de Gerland (Lyon)           | Olympique de Lyon        | 1 - 2     | Gent                     |
| 9 de diciembre de 2015 | Mestalla (Valencia)         | Valencia                 | 0 - 2     | Olympique de Lyon        |
| 9 de diciembre de 2015 | Ghelamco Arena (Gante)      | Gent                     | 2 - 1     | Zenit de San Petersburgo |

## Fase eliminatoria
La fase final de la competición se disputó en eliminatorias a doble partido, salvo la final, jugada a partido único. En estos encuentros rige la regla del gol de visitante, que determina que el equipo que haya marcado más goles como visitante gana la eliminatoria si hay empate en la diferencia de goles. En caso de estar la eliminatoria empatada tras los 180 minutos de ambos partidos se disputará una prórroga de 30 minutos, y si ésta termina sin goles la eliminatoria se decidirá en una tanda de penaltis.

### Equipos clasificados
Un total de dieciséis clasificados disputaron la fase eliminatoria final de la competición. En esta edición del torneo cada una de las instancias de la segunda fase (octavos de final, cuartos de final y semifinales) serán sorteadas. A partir de cuartos de final y en semifinales no habrá cabezas de serie por lo que podrán enfrentarse clubes del mismo país.
Los equipos fueron divididos en dos bombos (líderes de grupo o cabezas de serie, y segundos clasificados).
Debido a la situación política entre Ucrania y Rusia, el Zenit San Petersburgo y el Dinamo de Kiev no pudieron ser emparejados.
| Grupo | 1.er bombo (Líderes de grupo) | 2.º bombo (2.os. Lugares) |
| ----- | ----------------------------- | ------------------------- |
| A     | Real Madrid                   | París Saint-Germain       |
| B     | Wolfsburgo                    | PSV Eindhoven             |
| C     | Atlético de Madrid            | Benfica                   |
| D     | Manchester City               | Juventus                  |
| E     | Barcelona                     | Roma                      |
| F     | Bayern Múnich                 | Arsenal                   |
| G     | Chelsea                       | Dinamo de Kiev            |
| H     | Zenit San Petersburgo         | Gent                      |

### Cuadro de desarrollo
|  | Octavos de final                                                    | Octavos de final                                                    | Octavos de final                                                    | Octavos de final                                                    | Octavos de final                                                    |   |    | Cuartos de final                                               | Cuartos de final                                               | Cuartos de final                                               | Cuartos de final                                               | Cuartos de final                                               |  |    | Semifinales                                                   | Semifinales                                                   | Semifinales                                                   | Semifinales                                                   | Semifinales                                                   |  |    | Final                                             | Final                                             | Final                                             |  |
|  | 16 al 24 de febrero de 2016 (ida) 8 al 16 de marzo de 2016 (vuelta) | 16 al 24 de febrero de 2016 (ida) 8 al 16 de marzo de 2016 (vuelta) | 16 al 24 de febrero de 2016 (ida) 8 al 16 de marzo de 2016 (vuelta) | 16 al 24 de febrero de 2016 (ida) 8 al 16 de marzo de 2016 (vuelta) | 16 al 24 de febrero de 2016 (ida) 8 al 16 de marzo de 2016 (vuelta) |   |    | 5 y 6 de abril de 2016 (ida) 12 y 13 de abril de 2016 (vuelta) | 5 y 6 de abril de 2016 (ida) 12 y 13 de abril de 2016 (vuelta) | 5 y 6 de abril de 2016 (ida) 12 y 13 de abril de 2016 (vuelta) | 5 y 6 de abril de 2016 (ida) 12 y 13 de abril de 2016 (vuelta) | 5 y 6 de abril de 2016 (ida) 12 y 13 de abril de 2016 (vuelta) |  |    | 26 y 27 de abril de 2016 (ida) 3 y 4 de mayo de 2016 (vuelta) | 26 y 27 de abril de 2016 (ida) 3 y 4 de mayo de 2016 (vuelta) | 26 y 27 de abril de 2016 (ida) 3 y 4 de mayo de 2016 (vuelta) | 26 y 27 de abril de 2016 (ida) 3 y 4 de mayo de 2016 (vuelta) | 26 y 27 de abril de 2016 (ida) 3 y 4 de mayo de 2016 (vuelta) |  |    | 28 de mayo de 2016 Estadio Giuseppe Meazza, Milán | 28 de mayo de 2016 Estadio Giuseppe Meazza, Milán | 28 de mayo de 2016 Estadio Giuseppe Meazza, Milán |  |
|  |                                                                     |                                                                     |                                                                     |                                                                     |                                                                     |   |    |                                                                |                                                                |                                                                |                                                                |                                                                |  |    |                                                               |                                                               |                                                               |                                                               |                                                               |  |    |                                                   |                                                   |                                                   |  |
|  |                                                                     |                                                                     |                                                                     |                                                                     |                                                                     |   |    |                                                                |                                                                |                                                                |                                                                |                                                                |  |    |                                                               |                                                               |                                                               |                                                               |                                                               |  |    |                                                   |                                                   |                                                   |  |
|  | 2A                                                                  | París Saint-Germain                                                 | 2                                                                   | 2                                                                   | 4                                                                   |   |    |                                                                |                                                                |                                                                |                                                                |                                                                |  |    |                                                               |                                                               |                                                               |                                                               |                                                               |  |    |                                                   |                                                   |                                                   |  |
|  | 2A                                                                  | París Saint-Germain                                                 | 2                                                                   | 2                                                                   | 4                                                                   |   |    |                                                                |                                                                |                                                                |                                                                |                                                                |  |    |                                                               |                                                               |                                                               |                                                               |                                                               |  |    |                                                   |                                                   |                                                   |  |
|  | 1G                                                                  | Chelsea                                                             | 1                                                                   | 1                                                                   | 2                                                                   |   |    |                                                                |                                                                |                                                                |                                                                |                                                                |  |    |                                                               |                                                               |                                                               |                                                               |                                                               |  |    |                                                   |                                                   |                                                   |  |
|  | 1G                                                                  | Chelsea                                                             | 1                                                                   | 1                                                                   | 2                                                                   |   | 2A | París Saint-Germain                                            | 2                                                              | 0                                                              | 2                                                              |                                                                |  |    |                                                               |                                                               |                                                               |                                                               |                                                               |  |    |                                                   |                                                   |                                                   |  |
|  |                                                                     |                                                                     |                                                                     |                                                                     |                                                                     |   | 2A | París Saint-Germain                                            | 2                                                              | 0                                                              | 2                                                              |                                                                |  |    |                                                               |                                                               |                                                               |                                                               |                                                               |  |    |                                                   |                                                   |                                                   |  |
|  |                                                                     |                                                                     | 1D                                                                  | Manchester City                                                     | 2                                                                   | 1 | 3  |                                                                |                                                                |                                                                |                                                                |                                                                |  |    |                                                               |                                                               |                                                               |                                                               |                                                               |  |    |                                                   |                                                   |                                                   |  |
|  | 2G                                                                  | Dinamo de Kiev                                                      | 1D                                                                  | Manchester City                                                     | 2                                                                   | 1 | 3  | 1                                                              | 0                                                              | 1                                                              |                                                                |                                                                |  |    |                                                               |                                                               |                                                               |                                                               |                                                               |  |    |                                                   |                                                   |                                                   |  |
|  | 2G                                                                  | Dinamo de Kiev                                                      |                                                                     |                                                                     |                                                                     |   |    |                                                                |                                                                | 1                                                              |                                                                |                                                                |  |    |                                                               |                                                               |                                                               |                                                               |                                                               |  |    |                                                   |                                                   |                                                   |  |
|  | 1D                                                                  | Manchester City                                                     | 3                                                                   | 0                                                                   | 3                                                                   |   |    |                                                                |                                                                |                                                                |                                                                |                                                                |  |    |                                                               |                                                               |                                                               |                                                               |                                                               |  |    |                                                   |                                                   |                                                   |  |
|  | 1D                                                                  | Manchester City                                                     | 3                                                                   | 0                                                                   | 3                                                                   |   |    |                                                                |                                                                |                                                                |                                                                |                                                                |  | 1D | Manchester City                                               | 0                                                             | 0                                                             | 0                                                             |                                                               |  |    |                                                   |                                                   |                                                   |  |
|  |                                                                     |                                                                     |                                                                     |                                                                     |                                                                     |   |    |                                                                |                                                                |                                                                |                                                                |                                                                |  | 1D | Manchester City                                               | 0                                                             | 0                                                             | 0                                                             |                                                               |  |    |                                                   |                                                   |                                                   |  |
|  |                                                                     |                                                                     | 1A                                                                  | Real Madrid                                                         | 0                                                                   | 1 | 1  |                                                                |                                                                |                                                                |                                                                |                                                                |  |    |                                                               |                                                               |                                                               |                                                               |                                                               |  |    |                                                   |                                                   |                                                   |  |
|  | 2H                                                                  | Gent                                                                | 1A                                                                  | Real Madrid                                                         | 0                                                                   | 1 | 1  | 2                                                              | 0                                                              | 2                                                              |                                                                |                                                                |  |    |                                                               |                                                               |                                                               |                                                               |                                                               |  |    |                                                   |                                                   |                                                   |  |
|  | 2H                                                                  | Gent                                                                |                                                                     |                                                                     |                                                                     |   |    |                                                                |                                                                | 2                                                              |                                                                |                                                                |  |    |                                                               |                                                               |                                                               |                                                               |                                                               |  |    |                                                   |                                                   |                                                   |  |
|  | 1B                                                                  | Wolfsburgo                                                          | 3                                                                   | 1                                                                   | 4                                                                   |   |    |                                                                |                                                                |                                                                |                                                                |                                                                |  |    |                                                               |                                                               |                                                               |                                                               |                                                               |  |    |                                                   |                                                   |                                                   |  |
|  | 1B                                                                  | Wolfsburgo                                                          | 3                                                                   | 1                                                                   | 4                                                                   |   | 1B | Wolfsburgo                                                     | 2                                                              | 0                                                              | 2                                                              |                                                                |  |    |                                                               |                                                               |                                                               |                                                               |                                                               |  |    |                                                   |                                                   |                                                   |  |
|  |                                                                     |                                                                     |                                                                     |                                                                     |                                                                     |   | 1B | Wolfsburgo                                                     | 2                                                              | 0                                                              | 2                                                              |                                                                |  |    |                                                               |                                                               |                                                               |                                                               |                                                               |  |    |                                                   |                                                   |                                                   |  |
|  |                                                                     |                                                                     | 1A                                                                  | Real Madrid                                                         | 0                                                                   | 3 | 3  |                                                                |                                                                |                                                                |                                                                |                                                                |  |    |                                                               |                                                               |                                                               |                                                               |                                                               |  |    |                                                   |                                                   |                                                   |  |
|  | 2E                                                                  | Roma                                                                | 1A                                                                  | Real Madrid                                                         | 0                                                                   | 3 | 3  | 0                                                              | 0                                                              | 0                                                              |                                                                |                                                                |  |    |                                                               |                                                               |                                                               |                                                               |                                                               |  |    |                                                   |                                                   |                                                   |  |
|  | 2E                                                                  | Roma                                                                |                                                                     |                                                                     |                                                                     |   |    |                                                                |                                                                | 0                                                              |                                                                |                                                                |  |    |                                                               |                                                               |                                                               |                                                               |                                                               |  |    |                                                   |                                                   |                                                   |  |
|  | 1A                                                                  | Real Madrid                                                         | 2                                                                   | 2                                                                   | 4                                                                   |   |    |                                                                |                                                                |                                                                |                                                                |                                                                |  |    |                                                               |                                                               |                                                               |                                                               |                                                               |  |    |                                                   |                                                   |                                                   |  |
|  | 1A                                                                  | Real Madrid                                                         | 2                                                                   | 2                                                                   | 4                                                                   |   |    |                                                                |                                                                |                                                                |                                                                |                                                                |  |    |                                                               |                                                               |                                                               |                                                               |                                                               |  | 1A | Real Madrid (p.)                                  | 1 (5)                                             |                                                   |  |
|  |                                                                     |                                                                     |                                                                     |                                                                     |                                                                     |   |    |                                                                |                                                                |                                                                |                                                                |                                                                |  |    |                                                               |                                                               |                                                               |                                                               |                                                               |  | 1A | Real Madrid (p.)                                  | 1 (5)                                             |                                                   |  |
|  |                                                                     |                                                                     | 1C                                                                  | Atlético de Madrid                                                  | 1 (3)                                                               |   |    |                                                                |                                                                |                                                                |                                                                |                                                                |  |    |                                                               |                                                               |                                                               |                                                               |                                                               |  |    |                                                   |                                                   |                                                   |  |
|  | 2F                                                                  | Arsenal                                                             | 1C                                                                  | Atlético de Madrid                                                  | 1 (3)                                                               | 0 | 1  | 1                                                              |                                                                |                                                                |                                                                |                                                                |  |    |                                                               |                                                               |                                                               |                                                               |                                                               |  |    |                                                   |                                                   |                                                   |  |
|  | 2F                                                                  | Arsenal                                                             |                                                                     |                                                                     |                                                                     |   |    |                                                                |                                                                |                                                                |                                                                |                                                                |  |    |                                                               |                                                               |                                                               |                                                               |                                                               |  |    |                                                   |                                                   |                                                   |  |
|  | 1E                                                                  | Barcelona                                                           | 2                                                                   | 3                                                                   | 5                                                                   |   |    |                                                                |                                                                |                                                                |                                                                |                                                                |  |    |                                                               |                                                               |                                                               |                                                               |                                                               |  |    |                                                   |                                                   |                                                   |  |
|  | 1E                                                                  | Barcelona                                                           | 2                                                                   | 3                                                                   | 5                                                                   |   | 1E | Barcelona                                                      | 2                                                              | 0                                                              | 2                                                              |                                                                |  |    |                                                               |                                                               |                                                               |                                                               |                                                               |  |    |                                                   |                                                   |                                                   |  |
|  |                                                                     |                                                                     |                                                                     |                                                                     |                                                                     |   | 1E | Barcelona                                                      | 2                                                              | 0                                                              | 2                                                              |                                                                |  |    |                                                               |                                                               |                                                               |                                                               |                                                               |  |    |                                                   |                                                   |                                                   |  |
|  |                                                                     |                                                                     | 1C                                                                  | Atlético de Madrid                                                  | 1                                                                   | 2 | 3  |                                                                |                                                                |                                                                |                                                                |                                                                |  |    |                                                               |                                                               |                                                               |                                                               |                                                               |  |    |                                                   |                                                   |                                                   |  |
|  | 2B                                                                  | PSV Eindhoven                                                       | 1C                                                                  | Atlético de Madrid                                                  | 1                                                                   | 2 | 3  | 0                                                              | 0                                                              | 0 (7)                                                          |                                                                |                                                                |  |    |                                                               |                                                               |                                                               |                                                               |                                                               |  |    |                                                   |                                                   |                                                   |  |
|  | 2B                                                                  | PSV Eindhoven                                                       |                                                                     |                                                                     |                                                                     |   |    |                                                                |                                                                | 0 (7)                                                          |                                                                |                                                                |  |    |                                                               |                                                               |                                                               |                                                               |                                                               |  |    |                                                   |                                                   |                                                   |  |
|  | 1C                                                                  | Atlético de Madrid (p.)                                             | 0                                                                   | 0                                                                   | 0 (8)                                                               |   |    |                                                                |                                                                |                                                                |                                                                |                                                                |  |    |                                                               |                                                               |                                                               |                                                               |                                                               |  |    |                                                   |                                                   |                                                   |  |
|  | 1C                                                                  | Atlético de Madrid (p.)                                             | 0                                                                   | 0                                                                   | 0 (8)                                                               |   |    |                                                                |                                                                |                                                                |                                                                |                                                                |  | 1C | Atlético de Madrid (v.)                                       | 1                                                             | 1                                                             | 2                                                             |                                                               |  |    |                                                   |                                                   |                                                   |  |
|  |                                                                     |                                                                     |                                                                     |                                                                     |                                                                     |   |    |                                                                |                                                                |                                                                |                                                                |                                                                |  | 1C | Atlético de Madrid (v.)                                       | 1                                                             | 1                                                             | 2                                                             |                                                               |  |    |                                                   |                                                   |                                                   |  |
|  |                                                                     |                                                                     | 1F                                                                  | Bayern Múnich                                                       | 0                                                                   | 2 | 2  |                                                                |                                                                |                                                                |                                                                |                                                                |  |    |                                                               |                                                               |                                                               |                                                               |                                                               |  |    |                                                   |                                                   |                                                   |  |
|  | 2D                                                                  | Juventus                                                            | 1F                                                                  | Bayern Múnich                                                       | 0                                                                   | 2 | 2  | 2                                                              | 2                                                              | 4                                                              |                                                                |                                                                |  |    |                                                               |                                                               |                                                               |                                                               |                                                               |  |    |                                                   |                                                   |                                                   |  |
|  | 2D                                                                  | Juventus                                                            |                                                                     |                                                                     |                                                                     |   |    |                                                                |                                                                | 4                                                              |                                                                |                                                                |  |    |                                                               |                                                               |                                                               |                                                               |                                                               |  |    |                                                   |                                                   |                                                   |  |
|  | 1F                                                                  | Bayern Múnich (t. s.)                                               | 2                                                                   | 4                                                                   | 6                                                                   |   |    |                                                                |                                                                |                                                                |                                                                |                                                                |  |    |                                                               |                                                               |                                                               |                                                               |                                                               |  |    |                                                   |                                                   |                                                   |  |
|  | 1F                                                                  | Bayern Múnich (t. s.)                                               | 2                                                                   | 4                                                                   | 6                                                                   |   | 1F | Bayern Múnich                                                  | 1                                                              | 2                                                              | 3                                                              |                                                                |  |    |                                                               |                                                               |                                                               |                                                               |                                                               |  |    |                                                   |                                                   |                                                   |  |
|  |                                                                     |                                                                     |                                                                     |                                                                     |                                                                     |   | 1F | Bayern Múnich                                                  | 1                                                              | 2                                                              | 3                                                              |                                                                |  |    |                                                               |                                                               |                                                               |                                                               |                                                               |  |    |                                                   |                                                   |                                                   |  |
|  |                                                                     |                                                                     | 2C                                                                  | Benfica                                                             | 0                                                                   | 2 | 2  |                                                                |                                                                |                                                                |                                                                |                                                                |  |    |                                                               |                                                               |                                                               |                                                               |                                                               |  |    |                                                   |                                                   |                                                   |  |
|  | 2C                                                                  | Benfica                                                             | 2C                                                                  | Benfica                                                             | 0                                                                   | 2 | 2  | 1                                                              | 2                                                              | 3                                                              |                                                                |                                                                |  |    |                                                               |                                                               |                                                               |                                                               |                                                               |  |    |                                                   |                                                   |                                                   |  |
|  | 2C                                                                  | Benfica                                                             |                                                                     |                                                                     |                                                                     |   |    |                                                                |                                                                | 3                                                              |                                                                |                                                                |  |    |                                                               |                                                               |                                                               |                                                               |                                                               |  |    |                                                   |                                                   |                                                   |  |
|  | 1H                                                                  | Zenit San Petersburgo                                               | 0                                                                   | 1                                                                   | 1                                                                   |   |    |                                                                |                                                                |                                                                |                                                                |                                                                |  |    |                                                               |                                                               |                                                               |                                                               |                                                               |  |    |                                                   |                                                   |                                                   |  |
|  | 1H                                                                  | Zenit San Petersburgo                                               | 0                                                                   | 1                                                                   | 1                                                                   |   |    |                                                                |                                                                |                                                                |                                                                |                                                                |  |    |                                                               |                                                               |                                                               |                                                               |                                                               |  |    |                                                   |                                                   |                                                   |  |
|  |                                                                     |                                                                     |                                                                     |                                                                     |                                                                     |   |    |                                                                |                                                                |                                                                |                                                                |                                                                |  |    |                                                               |                                                               |                                                               |                                                               |                                                               |  |    |                                                   |                                                   |                                                   |  |

### Octavos de final
Para más detalle véase Octavos de final (2015-16)
| 16 de febrero de 2016 | París Saint-Germain          | 2:1 (1:1) | Chelsea     | Parque de los Príncipes, París                             |                                                            |
|                       | Ibrahimović 39' · Cavani 79' | Reporte   | Mikel 45+1' | Asistencia: 46 505 espectadores Árbitro(s): Carlos Velasco | Asistencia: 46 505 espectadores Árbitro(s): Carlos Velasco |

| 9 de marzo de 2016                                                  | Chelsea   | 1:2 (1:1) | París Saint-Germain          | Stamford Bridge, Londres                                |                                                         |
|                                                                     | Costa 26' | Reporte   | Rabiot 16' · Ibrahimović 69' | Asistencia: 37 591 espectadores Árbitro(s): Felix Brych | Asistencia: 37 591 espectadores Árbitro(s): Felix Brych |
| Se clasifica el París Saint-Germain con un resultado global de 4:2. |           |           |                              |                                                         |                                                         |

| 16 de febrero de 2016 | Benfica     | 1:0 (0:0) | Zenit San Petersburgo | Estádio da Luz, Lisboa                                      |                                                             |
|                       | Jonás 90+1' | Reporte   |                       | Asistencia: 48 615 espectadores Árbitro(s): Gianluca Rocchi | Asistencia: 48 615 espectadores Árbitro(s): Gianluca Rocchi |

| 9 de marzo de 2016                                      | Zenit San Petersburgo | 1:2 (0:0) | Benfica                    | Estadio Petrovski, San Petersburgo                        |                                                           |
|                                                         | Hulk 69'              | Reporte   | Gaitán 85' · Talisca 90+6' | Asistencia: 17 688 espectadores Árbitro(s): Viktor Kassai | Asistencia: 17 688 espectadores Árbitro(s): Viktor Kassai |
| Se clasifica el Benfica con un resultado global de 3:1. |                       |           |                            |                                                           |                                                           |

| 17 de febrero de 2016 | Gent                        | 2:3 (0:1) | Wolfsburgo                  | Ghelamco Arena, Gante                                         |                                                               |
|                       | Kums 80' · K. Coulibaly 89' | Reporte   | Draxler 44' 54' · Kruse 60' | Asistencia: 19 978 espectadores Árbitro(s): Svein Oddvar Moen | Asistencia: 19 978 espectadores Árbitro(s): Svein Oddvar Moen |

| 8 de marzo de 2016                                         | Wolfsburgo   | 1:0 (0:0) | Gent | Volkswagen-Arena, Wolfsburgo                              |                                                           |
|                                                            | Schürrle 74' | Reporte   |      | Asistencia: 23 457 espectadores Árbitro(s): Damir Skomina | Asistencia: 23 457 espectadores Árbitro(s): Damir Skomina |
| Se clasifica el Wolfsburgo con un resultado global de 4:2. |              |           |      |                                                           |                                                           |

| 17 de febrero de 2016 | Roma | 0:2 (0:0) | Real Madrid                      | Estadio Olímpico de Roma, Roma                             |                                                            |
|                       |      | Reporte   | Cristiano Ronaldo 57' · Jesé 86' | Asistencia: 55 612 espectadores Árbitro(s): Pavel Královec | Asistencia: 55 612 espectadores Árbitro(s): Pavel Královec |

| 8 de marzo de 2016                                          | Real Madrid                           | 2:0 (0:0) | Roma | Estadio Santiago Bernabéu, Madrid                            |                                                              |
|                                                             | Cristiano Ronaldo 64' · Rodríguez 68' | Reporte   |      | Asistencia: 76 654 espectadores Árbitro(s): Szymon Marciniak | Asistencia: 76 654 espectadores Árbitro(s): Szymon Marciniak |
| Se clasifica el Real Madrid con un resultado global de 4:0. |                                       |           |      |                                                              |                                                              |

| 23 de febrero de 2016 | Arsenal | 0:2 (0:0) | Barcelona            | Emirates Stadium, Londres                                |                                                          |
|                       |         | Reporte   | Messi 71' 84' (pen.) | Asistencia: 59 889 espectadores Árbitro(s): Cüneyt Çakır | Asistencia: 59 889 espectadores Árbitro(s): Cüneyt Çakır |

| 16 de marzo de 2016                                       | Barcelona                           | 3:1 (1:0) | Arsenal    | Camp Nou, Barcelona                                        |                                                            |
|                                                           | Neymar 18' · Suárez 65' · Messi 88' | Reporte   | Elneny 51' | Asistencia: 76 092 espectadores Árbitro(s): Sergei Karasev | Asistencia: 76 092 espectadores Árbitro(s): Sergei Karasev |
| Se clasifica el Barcelona con un resultado global de 5:1. |                                     |           |            |                                                            |                                                            |

| 23 de febrero de 2016 | Juventus                 | 2:2 (0:1) | Bayern Múnich           | Juventus Stadium, Turín                                     |                                                             |
|                       | Dybala 63' · Sturaro 76' | Reporte   | Müller 43' · Robben 55' | Asistencia: 41 332 espectadores Árbitro(s): Martin Atkinson | Asistencia: 41 332 espectadores Árbitro(s): Martin Atkinson |

| 16 de marzo de 2016                                                                            | Bayern Múnich                                             | 4:2 (2:2, 0:2) (t. s.) | Juventus                | Allianz Arena, Múnich                                      |                                                            |
|                                                                                                | Lewandowski 73' · Müller 90+1' · Thiago 108' · Coman 110' | Reporte                | Pogba 5' · Cuadrado 28' | Asistencia: 70 000 espectadores Árbitro(s): Jonas Eriksson | Asistencia: 70 000 espectadores Árbitro(s): Jonas Eriksson |
| Se clasifica el Bayern Múnich con un resultado global de 6:4 después de disputar una prórroga. |                                                           |                        |                         |                                                            |                                                            |

| 24 de febrero de 2016 | PSV Eindhoven | 0:0     | Atlético de Madrid | PSV Stadion, Eindhoven                                     |                                                            |
|                       |               | Reporte |                    | Asistencia: 34 948 espectadores Árbitro(s): Daniele Orsato | Asistencia: 34 948 espectadores Árbitro(s): Daniele Orsato |

| 15 de marzo de 2016                                                                                          | Atlético de Madrid                                                      | 0:0 (t. s.)(8:7 p.)        | PSV Eindhoven                                                                   | Estadio Vicente Calderón, Madrid                             |                                                              |
| |                                                                         | Reporte                    |                                                                                 | Asistencia: 50 135 espectadores Árbitro(s): Mark Clattenburg | Asistencia: 50 135 espectadores Árbitro(s): Mark Clattenburg |
| |                                                                         | Tiros desde el punto penal |                                                                                 |                                                              |                                                              |
| | Griezmann · Gabi · Koke · Ñíguez · Torres · Giménez · Filipe · Juanfran |                            | van Ginkel · Guardado · Pröpper · Bruma · Moreno · Lestienne · Arias · Narsingh |                                                              |                                                              |
| Se clasifica el Atlético de Madrid con un resultado global de 0:0 después de disputar una tanda de penaltis. |                                                                         |                            |                                                                                 |                                                              |                                                              |

| 24 de febrero de 2016 | Dinamo de Kiev | 1:3 (0:2) | Manchester City                    | Estadio Olímpico de Kiev, Kiev                                  |                                                                 |
|                       | Buyalskyi 59'  | Reporte   | Agüero 15' · Silva 40' · Touré 90' | Asistencia: 53 691 espectadores Árbitro(s): Antonio Mateu Lahoz | Asistencia: 53 691 espectadores Árbitro(s): Antonio Mateu Lahoz |

| 15 de marzo de 2016                                             | Manchester City | 0:0     | Dinamo de Kiev | Estadio Ciudad de Mánchester, Mánchester                   |                                                            |
|                                                                 |                 | Reporte |                | Asistencia: 43 630 espectadores Árbitro(s): Ovidiu Haţegan | Asistencia: 43 630 espectadores Árbitro(s): Ovidiu Haţegan |
| Se clasifica el Manchester City con un resultado global de 3:1. |                 |         |                |                                                            |                                                            |

### Cuartos de final
Para más detalles véase Cuartos de final (2015-16)
| 5 de abril de 2016 | Bayern Múnich | 1:0 (1:0) | Benfica | Allianz Arena, Múnich                                        |                                                              |
|                    | Vidal 2'      | Reporte   |         | Asistencia: 70 000 espectadores Árbitro(s): Szymon Marciniak | Asistencia: 70 000 espectadores Árbitro(s): Szymon Marciniak |

| 13 de abril de 2016                                        | Benfica                   | 2:2 (1:1) | Bayern Múnich          | Estádio da Luz, Lisboa                                    |                                                           |
|                                                            | Jiménez 27' · Talisca 76' | Reporte   | Vidal 38' · Müller 52' | Asistencia: 63 235 espectadores Árbitro(s): Björn Kuipers | Asistencia: 63 235 espectadores Árbitro(s): Björn Kuipers |
| Se clasifica el Bayern Múnich con resultado global de 3:2. |                           |           |                        |                                                           |                                                           |

| 5 de abril de 2016 | Barcelona      | 2:1 (0:1) | Atlético de Madrid | Camp Nou, Barcelona                                     |                                                         |
|                    | Suárez 62' 73' | Reporte   | Torres 24'         | Asistencia: 88 534 espectadores Árbitro(s): Felix Brych | Asistencia: 88 534 espectadores Árbitro(s): Felix Brych |

| 13 de abril de 2016                                             | Atlético de Madrid       | 2:0 (1:0) | Barcelona | Estadio Vicente Calderón, Madrid                           |                                                            |
|                                                                 | Griezmann 36' 88' (pen.) | Reporte   |           | Asistencia: 52 851 espectadores Árbitro(s): Nicola Rizzoli | Asistencia: 52 851 espectadores Árbitro(s): Nicola Rizzoli |
| Se clasifica el Atlético de Madrid con resultado global de 3:2. |                          |           |           |                                                            |                                                            |

| 6 de abril de 2016 | París Saint-Germain          | 2:2 (1:1) | Manchester City                 | Parque de los Príncipes, París                            |                                                           |
|                    | Ibrahimović 41' · Rabiot 59' | Reporte   | De Bruyne 38' · Fernandinho 72' | Asistencia: 47 228 espectadores Árbitro(s): Milorad Mažić | Asistencia: 47 228 espectadores Árbitro(s): Milorad Mažić |

| 12 de abril de 2016                                          | Manchester City | 1:0 (0:0) | París Saint-Germain | Estadio Ciudad de Mánchester, Mánchester                            |                                                                     |
|                                                              | De Bruyne 76'   | Reporte   |                     | Asistencia: 53 039 espectadores Árbitro(s): Carlos Velasco Carballo | Asistencia: 53 039 espectadores Árbitro(s): Carlos Velasco Carballo |
| Se clasifica el Manchester City con resultado global de 3:2. |                 |           |                     |                                                                     |                                                                     |

| 6 de abril de 2016 | Wolfsburgo                        | 2:0 (2:0) | Real Madrid | Volkswagen-Arena, Wolfsburgo                                |                                                             |
|                    | Rodríguez 18' (pen.) · Arnold 25' | Reporte   |             | Asistencia: 26 400 espectadores Árbitro(s): Gianluca Rocchi | Asistencia: 26 400 espectadores Árbitro(s): Gianluca Rocchi |

| 12 de abril de 2016                                      | Real Madrid                   | 3:0 (2:0) | Wolfsburgo | Estadio Santiago Bernabéu, Madrid                         |                                                           |
|                                                          | Cristiano Ronaldo 16' 17' 77' | Reporte   |            | Asistencia: 76 684 espectadores Árbitro(s): Viktor Kassai | Asistencia: 76 684 espectadores Árbitro(s): Viktor Kassai |
| Se clasifica el Real Madrid con resultado global de 3:2. |                               |           |            |                                                           |                                                           |

### Semifinales
Para más detalles véase Semifinales (2015-16)
| 26 de abril de 2016 | Manchester City | 0:0     | Real Madrid | Estadio Ciudad de Mánchester, Mánchester                 |                                                          |
|                     |                 | Reporte |             | Asistencia: 52 221 espectadores Árbitro(s): Cüneyt Çakır | Asistencia: 52 221 espectadores Árbitro(s): Cüneyt Çakır |

| 4 de mayo de 2016                                           | Real Madrid         | 1:0 (1:0) | Manchester City | Estadio Santiago Bernabéu, Madrid                         |                                                           |
|                                                             | Fernando 20' (a.g.) | Reporte   |                 | Asistencia: 78 300 espectadores Árbitro(s): Damir Skomina | Asistencia: 78 300 espectadores Árbitro(s): Damir Skomina |
| Se clasifica el Real Madrid con un resultado global de 1:0. |                     |           |                 |                                                           |                                                           |

| 27 de abril de 2016 | Atlético de Madrid | 1:0 (1:0) | Bayern Múnich | Estadio Vicente Calderón, Madrid                             |                                                              |
|                     | Saúl 11'           | Reporte   |               | Asistencia: 52 127 espectadores Árbitro(s): Mark Clattenburg | Asistencia: 52 127 espectadores Árbitro(s): Mark Clattenburg |

| 3 de mayo de 2016                                                                                     | Bayern Múnich                | 2:1 (1:0) | Atlético de Madrid | Allianz Arena, Múnich                                    |                                                          |
| | Alonso 31' · Lewandowski 74' | Reporte   | Griezmann 54'      | Asistencia: 70 000 espectadores Árbitro(s): Cüneyt Çakır | Asistencia: 70 000 espectadores Árbitro(s): Cüneyt Çakır |
| Se clasifica el Atlético de Madrid con un resultado global de 2:2, por la regla del gol de visitante. |                              |           |                    |                                                          |                                                          |

### Final
Para un detalle completo de la final y sus datos estadísticos véase Final (2015-16)
| 1     | POR   | Keylor Navas      |     |
| 15    | DEF   | Dani Carvajal     | 52' |
| 4     | DEF   | Sergio Ramos      |     |
| 3     | DEF   | Pepe              |     |
| 12    | DEF   | Marcelo           |     |
| 14    | MED   | Casemiro          |     |
| 19    | MED   | Luka Modrić       |     |
| 8     | MED   | Toni Kroos        | 72' |
| 11    | DEL   | Gareth Bale       |     |
| 9     | DEL   | Karim Benzema     | 77' |
| 7     | DEL   | Cristiano Ronaldo |     |
| D. T. | D. T. | Zinedine Zidane   |     |

| 13    | POR   | Jan Oblak         |      |
| 20    | DEF   | Juanfran Torres   |      |
| 15    | DEF   | Stefan Savić      |      |
| 2     | DEF   | Diego Godín       |      |
| 3     | DEF   | Filipe Luís       | 109' |
| 12    | MED   | Augusto Fernández | 46'  |
| 17    | MED   | Saúl Ñíguez       |      |
| 14    | MED   | Gabi Fernández    |      |
| 6     | MED   | Koke Resurrección | 116' |
| 9     | DEL   | Fernando Torres   |      |
| 7     | DEL   | Antoine Griezmann |      |
| D. T. | D. T. | Diego Simeone     |      |

| 23 | DEF | Danilo Luiz   | 52' |
| 22 | MED | Isco          | 72' |
| 18 | DEL | Lucas Vázquez | 77' |

| 21 | MED | Yannick Carrasco | 46'  |
| 19 | DEF | Lucas Hernández  | 109' |
| 22 | MED | Thomas Partey    | 116' |

| 15' | Sergio Ramos | 1:0 |

| 79' | Yannick Carrasco | 1:1 |

| Acierto de penal · Acierto de penal · Acierto de penal · Acierto de penal · Acierto de penal | Lucas Vázquez Marcelo Gareth Bale Sergio Ramos Cristiano Ronaldo | 1:0 2:1 3:2 4:3 5:3 |

| 1:1 2:2 3:3 4:3 | Antoine Griezmann Gabi Fernández Saúl Ñíguez Juanfran Torres | Acierto de penal · Acierto de penal · Acierto de penal · Fallo de penal (poste) |

| 11' · 47' · 79' · 90+2' · 92' · 111' | Daniel Carvajal Keylor Navas Casemiro Sergio Ramos Danilo Pepe |

| 61' · 90+2' | Fernando Torres Gabi Fernández |

| Principal | Mark Clattenburg |

| 1     | POR   | Keylor Navas      |     |
| 15    | DEF   | Dani Carvajal     | 52' |
| 4     | DEF   | Sergio Ramos      |     |
| 3     | DEF   | Pepe              |     |
| 12    | DEF   | Marcelo           |     |
| 14    | MED   | Casemiro          |     |
| 19    | MED   | Luka Modrić       |     |
| 8     | MED   | Toni Kroos        | 72' |
| 11    | DEL   | Gareth Bale       |     |
| 9     | DEL   | Karim Benzema     | 77' |
| 7     | DEL   | Cristiano Ronaldo |     |
| D. T. | D. T. | Zinedine Zidane   |     |

| 13    | POR   | Jan Oblak         |      |
| 20    | DEF   | Juanfran Torres   |      |
| 15    | DEF   | Stefan Savić      |      |
| 2     | DEF   | Diego Godín       |      |
| 3     | DEF   | Filipe Luís       | 109' |
| 12    | MED   | Augusto Fernández | 46'  |
| 17    | MED   | Saúl Ñíguez       |      |
| 14    | MED   | Gabi Fernández    |      |
| 6     | MED   | Koke Resurrección | 116' |
| 9     | DEL   | Fernando Torres   |      |
| 7     | DEL   | Antoine Griezmann |      |
| D. T. | D. T. | Diego Simeone     |      |

| 23 | DEF | Danilo Luiz   | 52' |
| 22 | MED | Isco          | 72' |
| 18 | DEL | Lucas Vázquez | 77' |

| 21 | MED | Yannick Carrasco | 46'  |
| 19 | DEF | Lucas Hernández  | 109' |
| 22 | MED | Thomas Partey    | 116' |

| 15' | Sergio Ramos | 1:0 |

| 79' | Yannick Carrasco | 1:1 |

| Acierto de penal · Acierto de penal · Acierto de penal · Acierto de penal · Acierto de penal | Lucas Vázquez Marcelo Gareth Bale Sergio Ramos Cristiano Ronaldo | 1:0 2:1 3:2 4:3 5:3 |

| 1:1 2:2 3:3 4:3 | Antoine Griezmann Gabi Fernández Saúl Ñíguez Juanfran Torres | Acierto de penal · Acierto de penal · Acierto de penal · Fallo de penal (poste) |

| 11' · 47' · 79' · 90+2' · 92' · 111' | Daniel Carvajal Keylor Navas Casemiro Sergio Ramos Danilo Pepe |

| 61' · 90+2' | Fernando Torres Gabi Fernández |

| Principal | Mark Clattenburg |

| 1     | POR   | Keylor Navas      |     |
| 15    | DEF   | Dani Carvajal     | 52' |
| 4     | DEF   | Sergio Ramos      |     |
| 3     | DEF   | Pepe              |     |
| 12    | DEF   | Marcelo           |     |
| 14    | MED   | Casemiro          |     |
| 19    | MED   | Luka Modrić       |     |
| 8     | MED   | Toni Kroos        | 72' |
| 11    | DEL   | Gareth Bale       |     |
| 9     | DEL   | Karim Benzema     | 77' |
| 7     | DEL   | Cristiano Ronaldo |     |
| D. T. | D. T. | Zinedine Zidane   |     |

| 13    | POR   | Jan Oblak         |      |
| 20    | DEF   | Juanfran Torres   |      |
| 15    | DEF   | Stefan Savić      |      |
| 2     | DEF   | Diego Godín       |      |
| 3     | DEF   | Filipe Luís       | 109' |
| 12    | MED   | Augusto Fernández | 46'  |
| 17    | MED   | Saúl Ñíguez       |      |
| 14    | MED   | Gabi Fernández    |      |
| 6     | MED   | Koke Resurrección | 116' |
| 9     | DEL   | Fernando Torres   |      |
| 7     | DEL   | Antoine Griezmann |      |
| D. T. | D. T. | Diego Simeone     |      |

| 23 | DEF | Danilo Luiz   | 52' |
| 22 | MED | Isco          | 72' |
| 18 | DEL | Lucas Vázquez | 77' |

| 21 | MED | Yannick Carrasco | 46'  |
| 19 | DEF | Lucas Hernández  | 109' |
| 22 | MED | Thomas Partey    | 116' |

| 15' | Sergio Ramos | 1:0 |

| 79' | Yannick Carrasco | 1:1 |

| Acierto de penal · Acierto de penal · Acierto de penal · Acierto de penal · Acierto de penal | Lucas Vázquez Marcelo Gareth Bale Sergio Ramos Cristiano Ronaldo | 1:0 2:1 3:2 4:3 5:3 |

| 1:1 2:2 3:3 4:3 | Antoine Griezmann Gabi Fernández Saúl Ñíguez Juanfran Torres | Acierto de penal · Acierto de penal · Acierto de penal · Fallo de penal (poste) |

| 11' · 47' · 79' · 90+2' · 92' · 111' | Daniel Carvajal Keylor Navas Casemiro Sergio Ramos Danilo Pepe |

| 61' · 90+2' | Fernando Torres Gabi Fernández |

| Principal | Mark Clattenburg |

| 1     | POR   | Keylor Navas      |     |
| 15    | DEF   | Dani Carvajal     | 52' |
| 4     | DEF   | Sergio Ramos      |     |
| 3     | DEF   | Pepe              |     |
| 12    | DEF   | Marcelo           |     |
| 14    | MED   | Casemiro          |     |
| 19    | MED   | Luka Modrić       |     |
| 8     | MED   | Toni Kroos        | 72' |
| 11    | DEL   | Gareth Bale       |     |
| 9     | DEL   | Karim Benzema     | 77' |
| 7     | DEL   | Cristiano Ronaldo |     |
| D. T. | D. T. | Zinedine Zidane   |     |

| 13    | POR   | Jan Oblak         |      |
| 20    | DEF   | Juanfran Torres   |      |
| 15    | DEF   | Stefan Savić      |      |
| 2     | DEF   | Diego Godín       |      |
| 3     | DEF   | Filipe Luís       | 109' |
| 12    | MED   | Augusto Fernández | 46'  |
| 17    | MED   | Saúl Ñíguez       |      |
| 14    | MED   | Gabi Fernández    |      |
| 6     | MED   | Koke Resurrección | 116' |
| 9     | DEL   | Fernando Torres   |      |
| 7     | DEL   | Antoine Griezmann |      |
| D. T. | D. T. | Diego Simeone     |      |

| 23 | DEF | Danilo Luiz   | 52' |
| 22 | MED | Isco          | 72' |
| 18 | DEL | Lucas Vázquez | 77' |

| 21 | MED | Yannick Carrasco | 46'  |
| 19 | DEF | Lucas Hernández  | 109' |
| 22 | MED | Thomas Partey    | 116' |

| 15' | Sergio Ramos | 1:0 |

| 79' | Yannick Carrasco | 1:1 |

| Acierto de penal · Acierto de penal · Acierto de penal · Acierto de penal · Acierto de penal | Lucas Vázquez Marcelo Gareth Bale Sergio Ramos Cristiano Ronaldo | 1:0 2:1 3:2 4:3 5:3 |

| 1:1 2:2 3:3 4:3 | Antoine Griezmann Gabi Fernández Saúl Ñíguez Juanfran Torres | Acierto de penal · Acierto de penal · Acierto de penal · Fallo de penal (poste) |

| 11' · 47' · 79' · 90+2' · 92' · 111' | Daniel Carvajal Keylor Navas Casemiro Sergio Ramos Danilo Pepe |

| 61' · 90+2' | Fernando Torres Gabi Fernández |

| Principal | Mark Clattenburg |

| Bandera de España         |
| Campeón Real Madrid C. F. |
| 11.º título               |

## Estadísticas

### Máximos goleadores
El portugués Cristiano Ronaldo fue el máximo goleador de la edición tras anotar dieciséis goles en doce partidos, seguido por los nueve tantos del polaco Robert Lewandowski, y de los ocho logrados por el uruguayo Luis Suárez y el alemán Thomas Müller, arrojando respectivamente unos promedios de 1.33, 0.75, 0.89 y 0.67 goles por partido.
El citado Cristiano Ronaldo finalizó por quinta vez consecutiva con un registro igual o superior a diez goles, récord absoluto en la historia del torneo, quedándose a un único tanto de igualar la mejor marca en una edición, establecida por él mismo en la temporada 2013-14.
Nota: No contabilizados los partidos y goles en rondas previas. Nombres y banderas de equipos en la época.
| \| Pos. \| Jugador \| Goles \| Part. \| Prom. \| Club \| \| ---- \| ------------------ \| ----- \| --------- \| ----- \| --------------------- \| \| 1 \| Cristiano Ronaldo \| 16 \| 12 (899') \| 1.33 \| Real Madrid \| \| 2 \| Robert Lewandowski \| 9 \| 12 (762') \| 0.75 \| Bayern Múnich \| \| 3 \| Luis Suárez \| 8 \| 9 (810') \| 0.89 \| Barcelona \| \| 4 \| Thomas Müller \| 8 \| 12 (816') \| 0.67 \| Bayern Múnich \| \| 5 \| Antoine Griezmann \| 7 \| 13 (843') \| 0.54 \| Atlético de Madrid \| \| 6 \| Lionel Messi \| 6 \| 7 (630') \| 0.86 \| Barcelona \| \| 7 \| Artiom Dziuba \| 6 \| 8 (633') \| 0.75 \| Zenit San Petersburgo \| \| 8 \| Olivier Giroud \| 5 \| 5 (384') \| 1.00 \| Arsenal \| \| 9 \| Javier Hernández \| 5 \| 8 (487') \| 0.63 \| Bayer Leverkusen \| \| = \| Willian \| 5 \| 8 (642') \| 0.63 \| Chelsea \| \| 11 \| Zlatan Ibrahimović \| 5 \| 10 (880') \| 0.50 \| París Saint-Germain \| \| 12 \| Admir Mehmedi \| 4 \| 5 (371') \| 0.80 \| Bayer Leverkusen \| \| 13 \| Karim Benzema \| 4 \| 9 (526') \| 0.44 \| Real Madrid \| \| 14 \| Hulk \| 4 \| 7 (630') \| 0.57 \| Zenit San Petersburgo \| \| 15 \| Nicolás Gaitán \| 4 \| 8 (701') \| 0.50 \| Benfica \| \| 16 \| Kevin De Bruyne \| 3 \| 10 (371') \| 0.30 \| Manchester City \| \| 17 \| Seydou Doumbia \| 3 \| 6 (420') \| 0.50 \| CSKA Moscú \| \| 18 \| Felipe Pardo \| 3 \| 6 (424') \| 0.50 \| Olympiacos \| \| 19 \| Raúl Jiménez \| 3 \| 10 (433') \| 0.30 \| Benfica \| \| 20 \| Raheem Sterling \| 3 \| 8 (467') \| 0.38 \| Manchester City \| \| 21 \| Vincent Aboubakar \| 3 \| 8 (484') \| 0.38 \| Porto \| Actualizado a fin de torneo. |                    |       |           |       |                       |
| Pos. | Jugador            | Goles | Part.     | Prom. | Club                  |
| 1 | Cristiano Ronaldo  | 16    | 12 (899') | 1.33  | Real Madrid           |
| 2 | Robert Lewandowski | 9     | 12 (762') | 0.75  | Bayern Múnich         |
| 3 | Luis Suárez        | 8     | 9 (810')  | 0.89  | Barcelona             |
| 4 | Thomas Müller      | 8     | 12 (816') | 0.67  | Bayern Múnich         |
| 5 | Antoine Griezmann  | 7     | 13 (843') | 0.54  | Atlético de Madrid    |
| 6 | Lionel Messi       | 6     | 7 (630')  | 0.86  | Barcelona             |
| 7 | Artiom Dziuba      | 6     | 8 (633')  | 0.75  | Zenit San Petersburgo |
| 8 | Olivier Giroud     | 5     | 5 (384')  | 1.00  | Arsenal               |
| 9 | Javier Hernández   | 5     | 8 (487')  | 0.63  | Bayer Leverkusen      |
| = | Willian            | 5     | 8 (642')  | 0.63  | Chelsea               |
| 11 | Zlatan Ibrahimović | 5     | 10 (880') | 0.50  | París Saint-Germain   |
| 12 | Admir Mehmedi      | 4     | 5 (371')  | 0.80  | Bayer Leverkusen      |
| 13 | Karim Benzema      | 4     | 9 (526')  | 0.44  | Real Madrid           |
| 14 | Hulk               | 4     | 7 (630')  | 0.57  | Zenit San Petersburgo |
| 15 | Nicolás Gaitán     | 4     | 8 (701')  | 0.50  | Benfica               |
| 16 | Kevin De Bruyne    | 3     | 10 (371') | 0.30  | Manchester City       |
| 17 | Seydou Doumbia     | 3     | 6 (420')  | 0.50  | CSKA Moscú            |
| 18 | Felipe Pardo       | 3     | 6 (424')  | 0.50  | Olympiacos            |
| 19 | Raúl Jiménez       | 3     | 10 (433') | 0.30  | Benfica               |
| 20 | Raheem Sterling    | 3     | 8 (467')  | 0.38  | Manchester City       |
| 21 | Vincent Aboubakar  | 3     | 8 (484')  | 0.38  | Porto                 |

#### Jugadores con tres o más goles en un partido
| Fecha    | Jugador            | Goles                   | Local         |                     | Resultado |                       | Visitante        | Rep.             |
| -------- | ------------------ | ----------------------- | ------------- | ------------------- | --------- | --------------------- | ---------------- | ---------------- |
| 15/9/15  | Cristiano Ronaldo  | 55' (P) · 63' (P) · 81' | Real Madrid   | Bandera de España   | 4 – 0     | Bandera de Ucrania    | Shakhtar Donetsk | Jornada 1        |
| 29/9/15  | Robert Lewandowski | 21' · 28' · 55'         | Bayern Múnich | Bandera de Alemania | 5 – 0     | Bandera de Croacia    | Dinamo Zagreb    | Jornada 2        |
| 8/12/15  | Cristiano Ronaldo  | 39' · 47') · 50' · 59'  | Real Madrid   | Bandera de España   | 8 – 0     | Bandera de Suecia     | Malmö            | Jornada 6        |
| 8/12/15  | Karim Benzema      | 12' · 24' · 74'         | Real Madrid   | Bandera de España   | 8 – 0     | Bandera de Suecia     | Malmö            | Jornada 6        |
| 9/12/15  | Olivier Giroud     | 29' · 49' · 66' (P)     | Olympiacos    | Bandera de Grecia   | 0 – 3     | Bandera de Inglaterra | Arsenal          | Jornada 6        |
| 12/04/16 | Cristiano Ronaldo  | 16' · 17') · 77'        | Real Madrid   | Bandera de España   | 3 – 0     | Bandera de Alemania   | Wolfsburgo       | Cuartos de final |

### Tabla de asistentes
| Jugador                                   | Equipo                | Asistencias | Minutos |
| ----------------------------------------- | --------------------- | ----------- | ------- |
| Kingsley Coman                            | Bayern Múnich         | 5           | 345'    |
| Alexis Sánchez                            | Arsenal               | 5           | 622'    |
| Neymar                                    | Barcelona             | 5           | 810'    |
| Wilfried Bony                             | Manchester City       | 4           | 279'    |
| Hulk                                      | Zenit                 | 4           | 630'    |
| Zlatan Ibrahimović                        | París Saint-Germain   | 4           | 880'    |
| Cristiano Ronaldo                         | Real Madrid           | 4           | 899'    |
| Kostas Fortounis                          | Olympiacos            | 3           | 386'    |
| Thiago Alcántara                          | Bayern Múnich         | 3           | 450'    |
| Oleg Shátov                               | Zenit San Petersburgo | 3           | 454'    |
| Gabi                                      | Atlético de Madrid    | 3           | 478'    |
| Hakan Çalhanoğlu                          | Bayer Leverkusen      | 3           | 504'    |
| Isco                                      | Real Madrid           | 3           | 568'    |
| Última actualización: 15 de marzo de 2016 |                       |             |         |

### Equipo ideal
El grupo de observadores técnicos de UEFA, seleccionó los siguientes 18 futbolistas como «Equipo de la Temporada» de la competición:
| \| N.º \| Pos. \| Nac. \| Jugador \| Equipo \| \| ------------------------------------------------------ \| ---- \| ---- \| ------------------ \| ------------------- \| \| 1 \| POR \| \| Jan Oblak \| Atlético de Madrid \| \| 1 \| POR \| \| Manuel Neuer \| Bayern Múnich \| \| 2 \| DEF \| \| Diego Godín \| Atlético de Madrid \| \| 20 \| DEF \| \| Juanfran Torres \| Atlético de Madrid \| \| 2 \| DEF \| \| Thiago Silva \| París Saint-Germain \| \| 4 \| DEF \| \| Sergio Ramos \| Real Madrid \| \| 12 \| DEF \| \| Marcelo Vieira \| Real Madrid \| \| 14 \| MED \| \| Gabi Fernández \| Atlético de Madrid \| \| 6 \| MED \| \| Koke Resurrección \| Atlético de Madrid \| \| 8 \| MED \| \| Andrés Iniesta \| Barcelona \| \| 8 \| MED \| \| Toni Kroos \| Real Madrid \| \| 19 \| MED \| \| Luka Modrić \| Real Madrid \| \| 7 \| DEL \| \| Antoine Griezmann \| Atlético de Madrid \| \| 9 \| DEL \| \| Luis Suárez \| Barcelona \| \| 10 \| DEL \| \| Lionel Messi \| Barcelona \| \| 9 \| DEL \| \| Robert Lewandowski \| Bayern Múnich \| \| 7 \| DEL \| \| Cristiano Ronaldo \| Real Madrid \| \| 11 \| DEL \| \| Gareth Bale \| Real Madrid \| \| Fuente: Unión Europea de Asociaciones de Fútbol (UEFA) \| \| \| \| \| | Neuer Oblak Juanfran Godín T. Silva Ramos Marcelo Gabi Modrić Koke Bale Messi Kroos Iniesta Ronaldo Griezmann Lewandowski Suárez |                      |                    |                     |
| N.º | Pos. | Nac.                 | Jugador            | Equipo              |
| 1 | POR | Bandera de Eslovenia | Jan Oblak          | Atlético de Madrid  |
| 1 | POR | Bandera de Alemania  | Manuel Neuer       | Bayern Múnich       |
| 2 | DEF | Bandera de Uruguay   | Diego Godín        | Atlético de Madrid  |
| 20 | DEF | Bandera de España    | Juanfran Torres    | Atlético de Madrid  |
| 2 | DEF | Bandera de Brasil    | Thiago Silva       | París Saint-Germain |
| 4 | DEF | Bandera de España    | Sergio Ramos       | Real Madrid         |
| 12 | DEF | Bandera de Brasil    | Marcelo Vieira     | Real Madrid         |
| 14 | MED | Bandera de España    | Gabi Fernández     | Atlético de Madrid  |
| 6 | MED | Bandera de España    | Koke Resurrección  | Atlético de Madrid  |
| 8 | MED | Bandera de España    | Andrés Iniesta     | Barcelona           |
| 8 | MED | Bandera de Alemania  | Toni Kroos         | Real Madrid         |
| 19 | MED | Bandera de Croacia   | Luka Modrić        | Real Madrid         |
| 7 | DEL | Bandera de Francia   | Antoine Griezmann  | Atlético de Madrid  |
| 9 | DEL | Bandera de Uruguay   | Luis Suárez        | Barcelona           |
| 10 | DEL | Bandera de Argentina | Lionel Messi       | Barcelona           |
| 9 | DEL | Bandera de Polonia   | Robert Lewandowski | Bayern Múnich       |
| 7 | DEL | Bandera de Portugal  | Cristiano Ronaldo  | Real Madrid         |
| 11 | DEL | Bandera de Gales     | Gareth Bale        | Real Madrid         |
| Fuente: Unión Europea de Asociaciones de Fútbol (UEFA) | |                      |                    |                     |